# Liste der Baudenkmäler in Beilngries

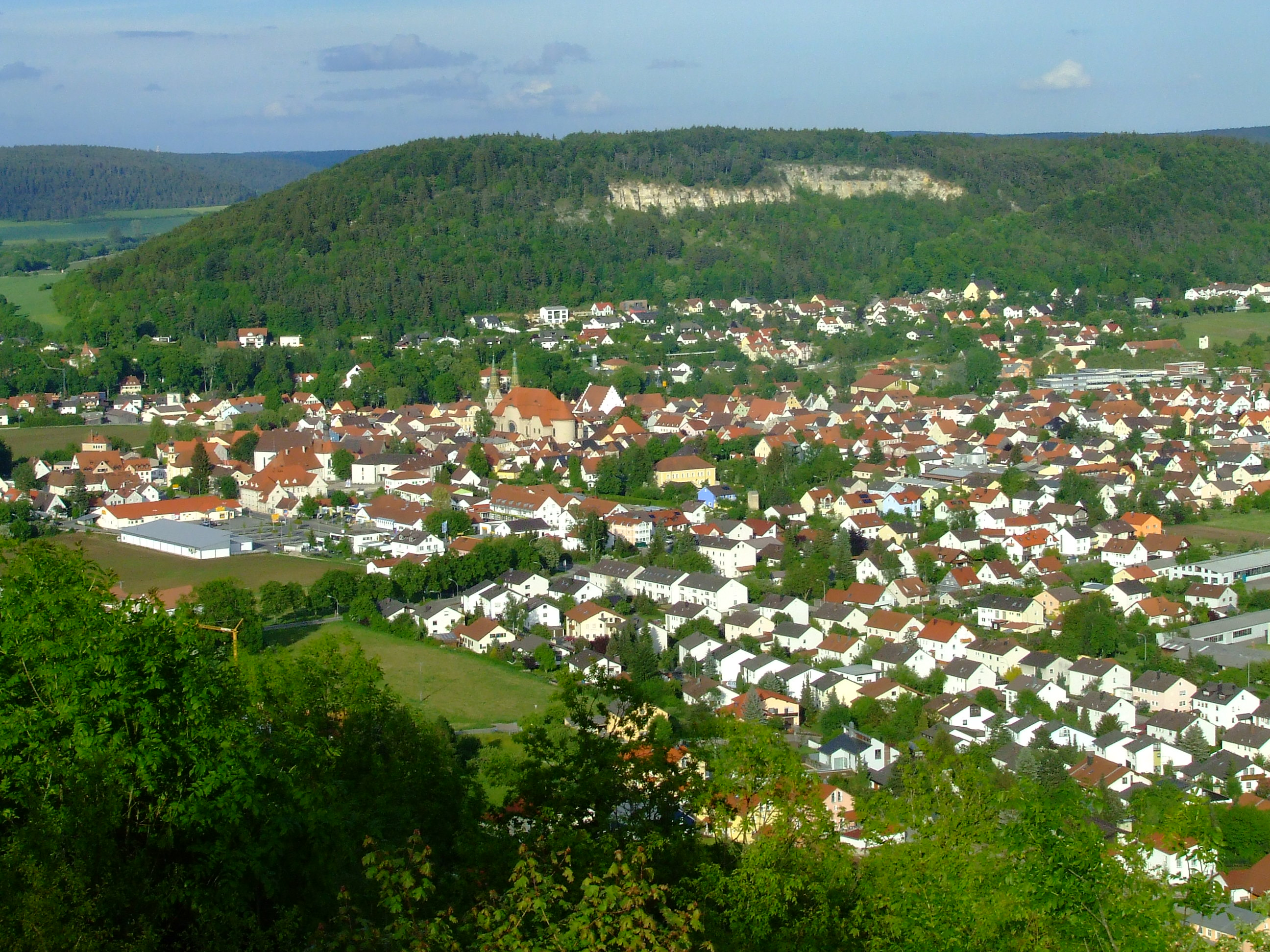
Blick auf Beilngries

Auf dieser Seite sind die Baudenkmäler in der oberbayerischen Stadt Beilngries zusammengestellt. Diese Tabelle ist eine Teilliste der Liste der Baudenkmäler in Bayern. Grundlage ist die Bayerische Denkmalliste, die auf Basis des Bayerischen Denkmalschutzgesetzes vom 1. Oktober 1973 erstmals erstellt wurde und seither durch das Bayerische Landesamt für Denkmalpflege geführt wird. Die folgenden Angaben ersetzen nicht die rechtsverbindliche Auskunft der Denkmalschutzbehörde.

## Ensembles

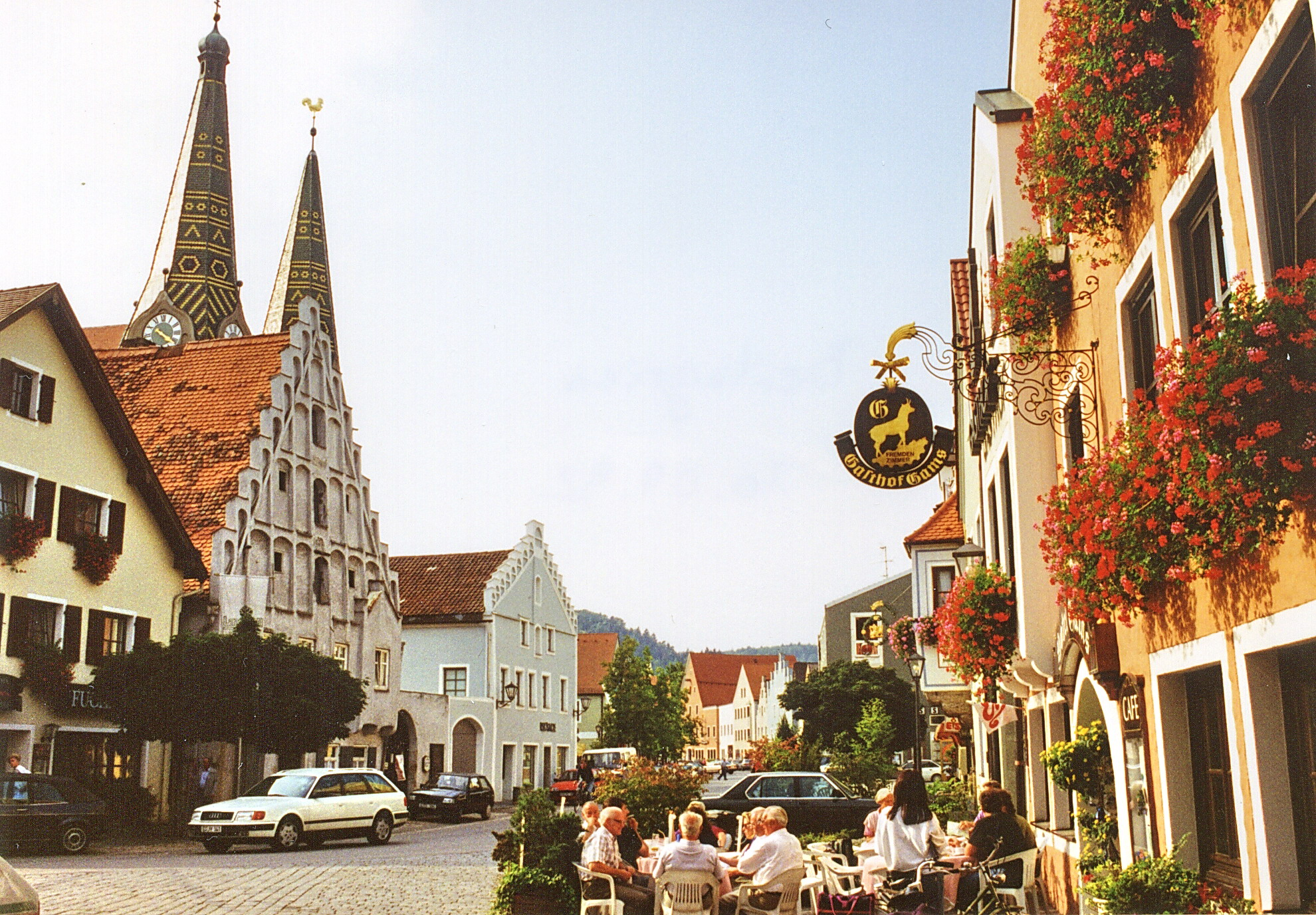
Hauptstraße, St.-Walburga-Kirche, Patrizierhäuser

Das Ensemble umfasst die Stadt Beilngries in den Grenzen ihrer in bedeutenden Teilen erhaltenen historischen Befestigungsanlagen. Das eindrucksvoll bewahrte Bild der Kleinstadt entstammt im Wesentlichen dem 16. bis 18. Jahrhundert auf der Grundlage mittelalterlicher Grundrissstrukturen, gesteigert durch den Neubarockbau der Pfarrkirche von 1913.
Der Ort Beilngries, auf dem alten karolingischen Nordgau in einer Talweitung am Einfluss der Sulz in die Altmühl gelegen, wurde 1007 erstmals im Zusammenhang mit der Güterausstattung des neuen Bistums Bamberg genannt. Durch einen Tausch gelangte der Ort wohl 1016 an die Bischöfe von Eichstätt; diese konnten schon 1053 von Kaiser Heinrich III. die Markt- und Zollrechte erwirken. Der Marktort entfaltete sich am rechten Ufer der Sulz, bei einem adligen Ministerialensitz am Platz der späteren Kirche, dem drei Meierhöfe zugeordnet waren. Zudem befand sich der Ort bis ins 19. Jahrhundert hinein im Schnittpunkt wichtiger Nord-Süd und Ost-West Fernverbindungen. Die alten Straßen führten von Ingolstadt in die Oberpfalz und von Eichstätt ins Regensburger Donautal immer über Beilngries.
Dominierendes Element in dem etwa fünfeckigen Stadtgrundriss ist die Hauptstraße, in deren bogenförmiger, beim Schrannenplatz versetzter Führung der Zug jener alten süd-nördlichen Durchgangsstraße noch erkennbar wird. Schon die erste in dem Marktort im 12. Jahrhundert erbaute Kirche und alle bedeutenderen Bauten ordneten sich dieser Achse zu. Ältere unregelmäßige Grundrissstrukturen zeigt die schmale östliche Stadthälfte, während in der zum Rechteck tendierenden größeren Westhälfte mit ihrer durch geradlinige Gassen aufgeschlossenen Struktur ein späterer, hochmittelalterlicher Stadtausbau anschaulich wird.
Seit dem frühen 15. Jahrhundert wurde Beilngries befestigt. Die Vielzahl der stattlichen Wehrtürme, von denen neun erhalten sind, ließ von weither den gesicherten Marktort erkennen, der sich seit 1443 selbst Stadt nannte. Die fürstbischöflichen Landes- und Stadtherren richteten Beilngries als Zentrum eines Pflegamts (Oberamt) ein. Der Sitz des Pflegers war zwar bis 1740 die nordwestlich über der Stadt gelegene, das Tal beherrschende Burg Hirschberg. Aber die wesentlichen Amtsbauten wurden dessen ungeachtet in der Stadt errichtet. Das bedeutendste dieser Gebäude ist das Kastenhaus aus dem 16. oder 17. Jahrhundert, ein großer, massiver Getreidespeicher in der Mitte der Stadt, eingerückt in die Hauptstraße. Die Straße wird dort in den oberen und unteren Markt geteilt und östlich von dem kleinen Schrannenplatz begleitet.
Das Bild der Hauptstraße wird außerdem von meist stattlichen, teilweise gestaffelten, bürgerlichen Giebelhäusern des 16. bis 18. Jahrhunderts mit Treppengiebelabschlüssen, Blendarkaden oder vorkragenden Fachwerkgeschossen, zum Teil mit Erkern bestimmt. Daneben besitzen einige Bauten die flachgeneigten Giebel der Altmühljura-Häuser. Zwischen diesen historischen Bauten der Händler, Gastwirte und Handwerker vermitteln die im 18. Jahrhundert erbauten, weiteren fürstbischöflichen Amtsgebäude – das ehemalige Rentamt, das ehemalige Oberamt, und das ehemalige Forstamt – eigene, betont barocke Akzente, welche auf die 1802 zu Ende gegangene fürstbischöfliche Herrschaft verweisen. Die Pfarrkirche St. Walburga, auf die erst im 15. Jahrhundert die Pfarrrechte der alten, außerhalb der Stadt liegenden, Luciakirche übertragen wurden, erhielt 1913 einen großen, neubarocken Nachfolgerbau, der eine städtebauliche Bedeutung besitzt.
In den von den spätmittelalterlichen Befestigungstürmen überragten Nebengassen ist die Bebauung hingegen deutlich abgestuft Die kleinen, ehemaligen Ackerbürgerhäuser besitzen oft nur ein Stockwerk. Vereinzelt lockern Hausgärten die Bebauung auf. Auch über den 1821 aufgefüllten Stadtgräben wurden meist Gärten angelegt. Aktennummer: E-1-76-114-1.

## Stadtbefestigung
Ringmauer mit neun Befestigungstürmen, vorwiegend Quader- und Bruchsteinmauerwerk, vor 1407 angelegt, Graben 2. Viertel 15. Jahrhundert, Ausbau der Anlagen und Erneuerungen 1487, 1559, 1601, 1659, 1725, 1784, Abbruch des Wehrgangs und der oberen Mauerteile 1821/22, der beiden Stadttore 1886 und 1887, Teilinstandsetzungen 1997–2003. Aktennummer: D-1-76-114-1.
An der Ostseite sind erhalten:
- Bettelvogtturm, Innerer Graben 13 (Lage), spätmittelalterlich mit Fachwerkanbau, 18. Jahrhundert
- Badturm, Innerer Graben 15 (Lage), Rundturm, um 1524, stark erneuert
- Seelennonnenturm, Innerer Graben 21 (Lage), spätmittelalterlich mit Fachwerkaufsatz, 18. Jahrhundert
- Pforte, Haderdurchlass, Innerer Graben  21, 1821
- Flurerturm, Innerer Graben 23 (Lage), Eckturm der Stadtbefestigung, spätmittelalterlich, Fachwerkaufbau, 18. Jahrhundert
- Reste des Mauerzugs, 15. Jahrhundert, Innerer Graben zwischen 11 und 13, 15, 21, zwischen 21 und 27, 23

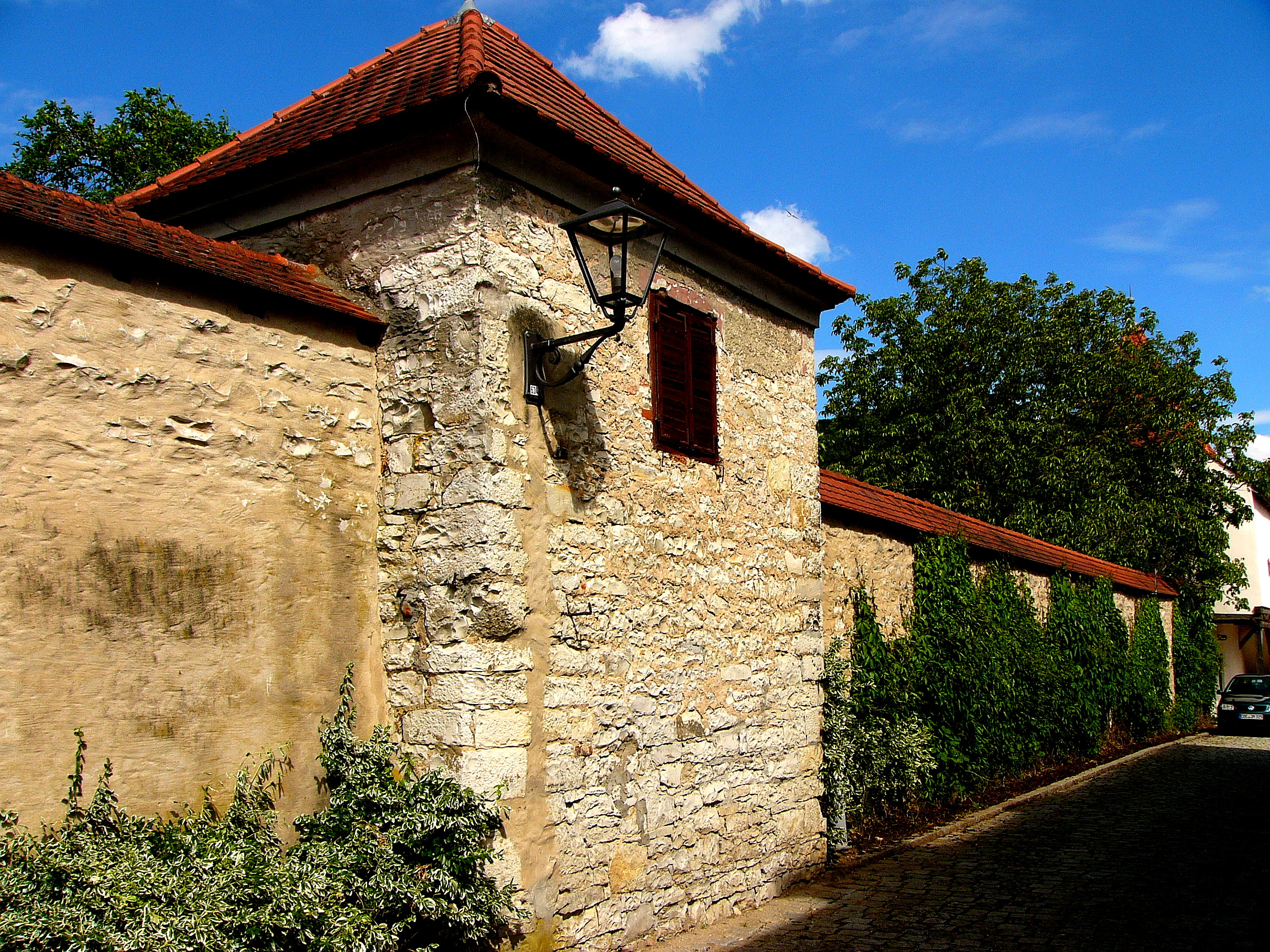
Stadtmauer Innerer Graben 11, 13
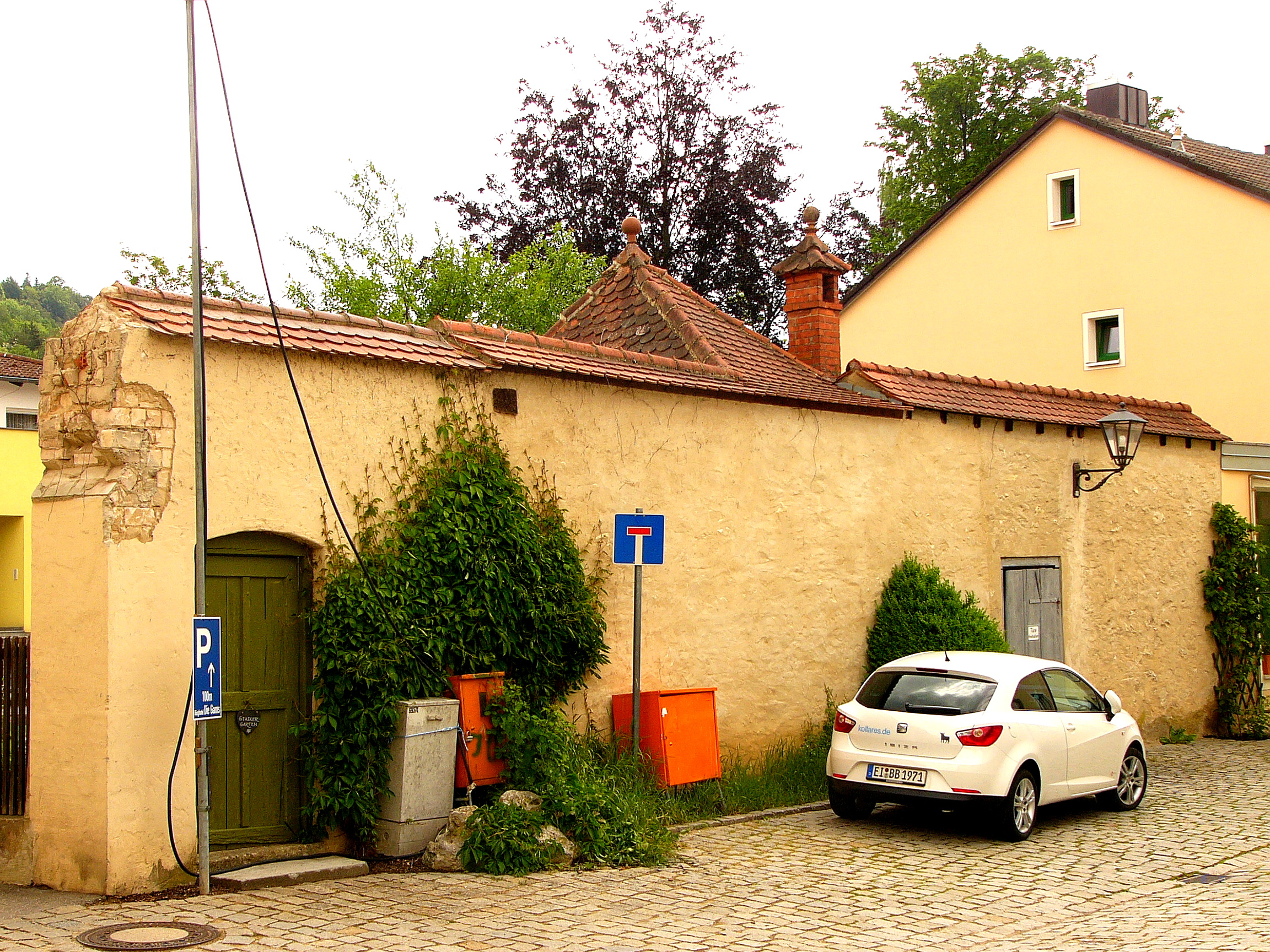
Stadtmauer Innerer Graben 21
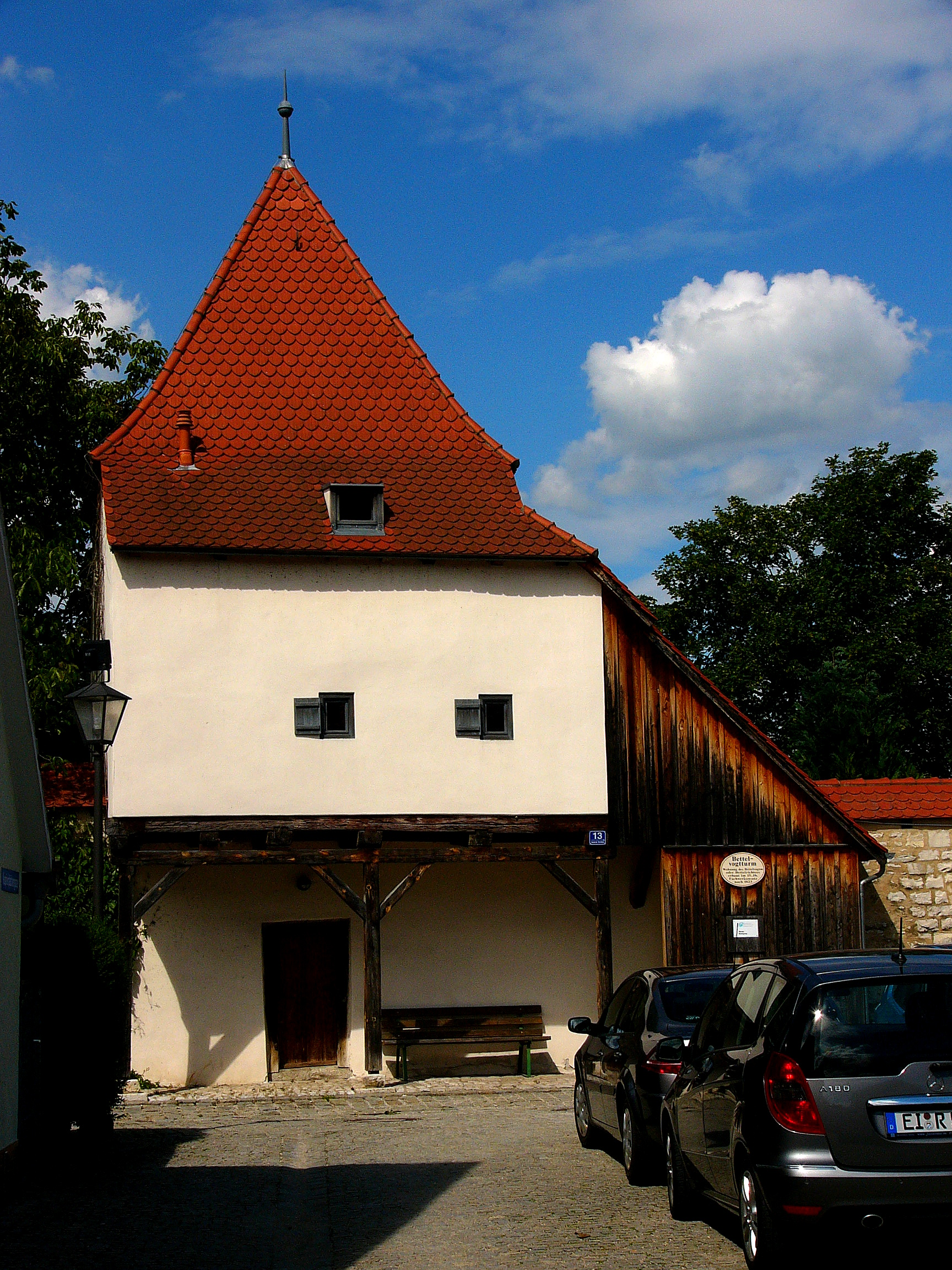
Innerer Graben 13, Bettelvogtturm, Innerer Graben 13
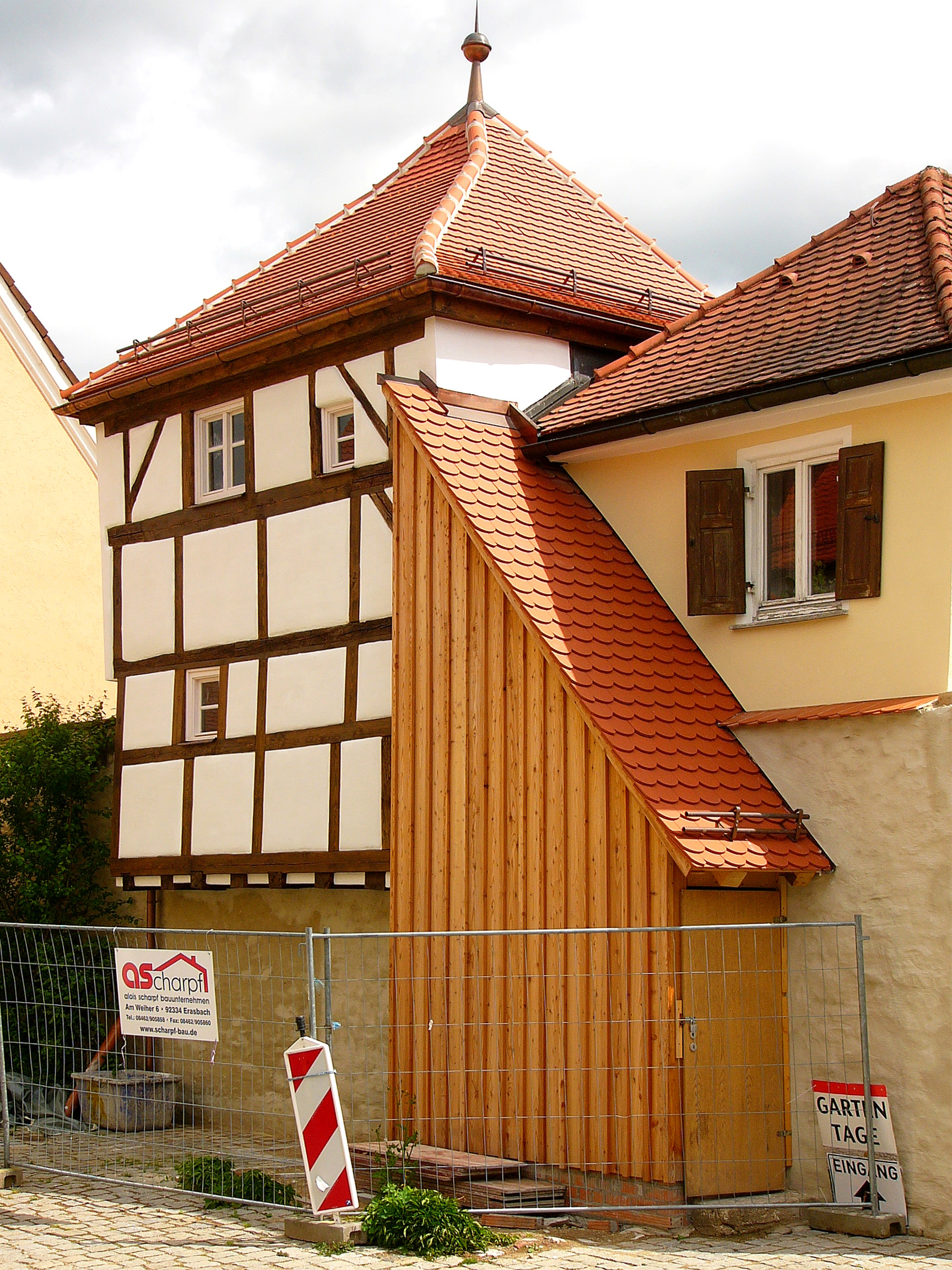
Innerer Graben  21, Seelennonnenturm, Innerer Graben 21
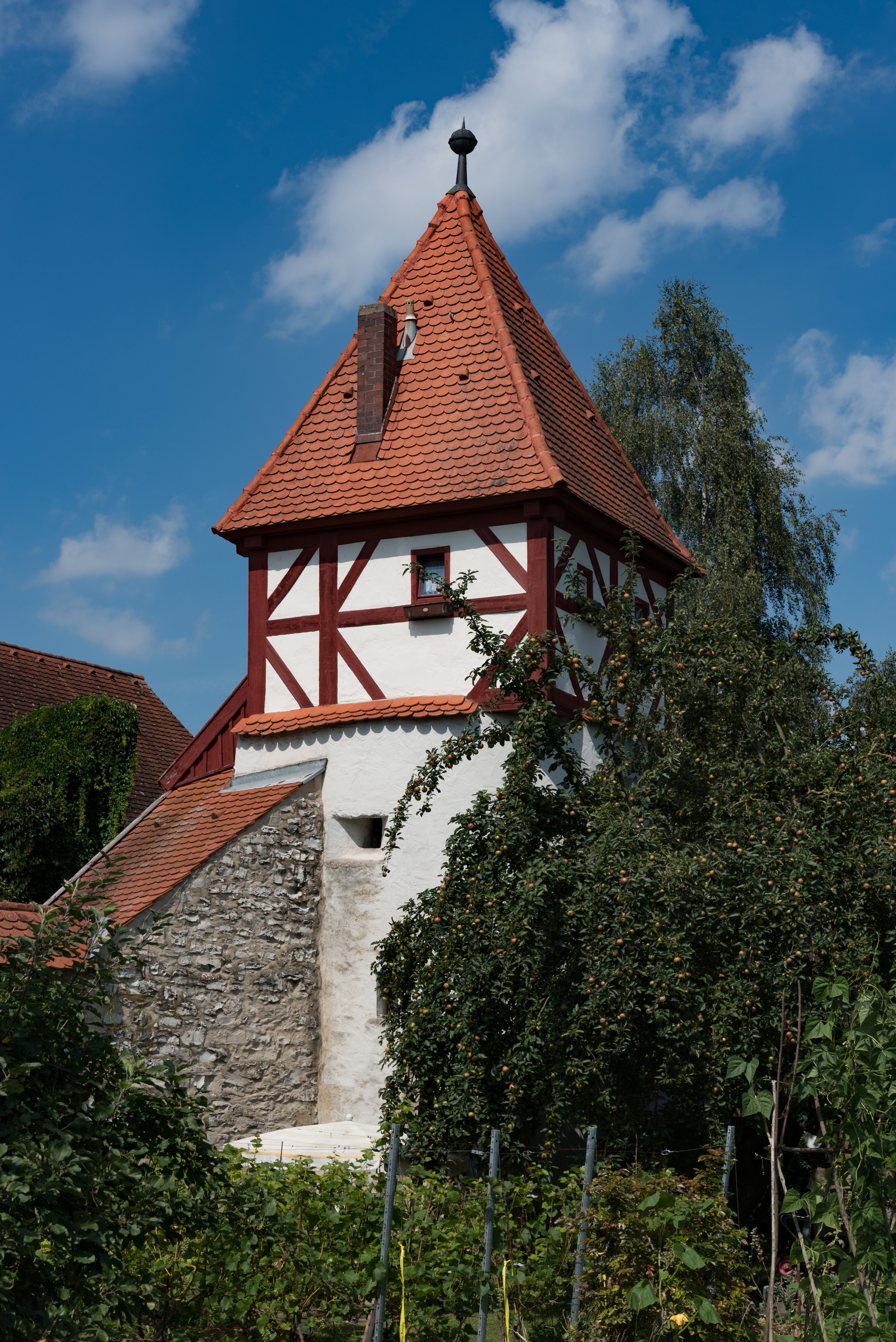
Flurerturm, Innerer Graben 23

An der Südseite sind erhalten:
- Wehrturm, Innerer Graben 1 (Lage), zum Wohnhaus umgebaut, mit Fachwerkoberteil, 18. Jahrhundert, auf älterer Grundlage
- Reste des Mauerzugs, zum Teil in die Häuserfront integriert, 15. Jahrhundert, siehe Stadtgraben 1, 17/19, 29, 32
- Bürgerknechtturm, Stadtgraben 1 (Lage), Turm mit Fachwerk, 15. Jahrhundert erbaut, Umbau um 1810 Seit 1990 ist der Turm als Privatbesitz gemeldet.

An der Westseite sind erhalten:
- sogenannter Roßturm, Innerer Graben 3 (Lage), Eckturm der Stadtbefestigung, um 1524, diente dem Pferdehirten als Unterkunft
- Strohbauernturm, Innerer Graben 5 (Lage), 15./16. Jahrhundert, Anbau Anfang 19. Jahrhundert
- Wasserschöpferturm, Innerer Graben 7 (Lage), 15./16. Jahrhundert, Anbau Anfang 19. Jahrhundert
- Sauhüterturm, Innerer Graben 9 (Lage), um 1524
- Pforte Steirerdurchlass, 1821, Innerer Graben 9
- Reste des Mauerzugs, 1. Hälfte 15. Jahrhundert; siehe Innerer Graben 3, 5, 7, 9

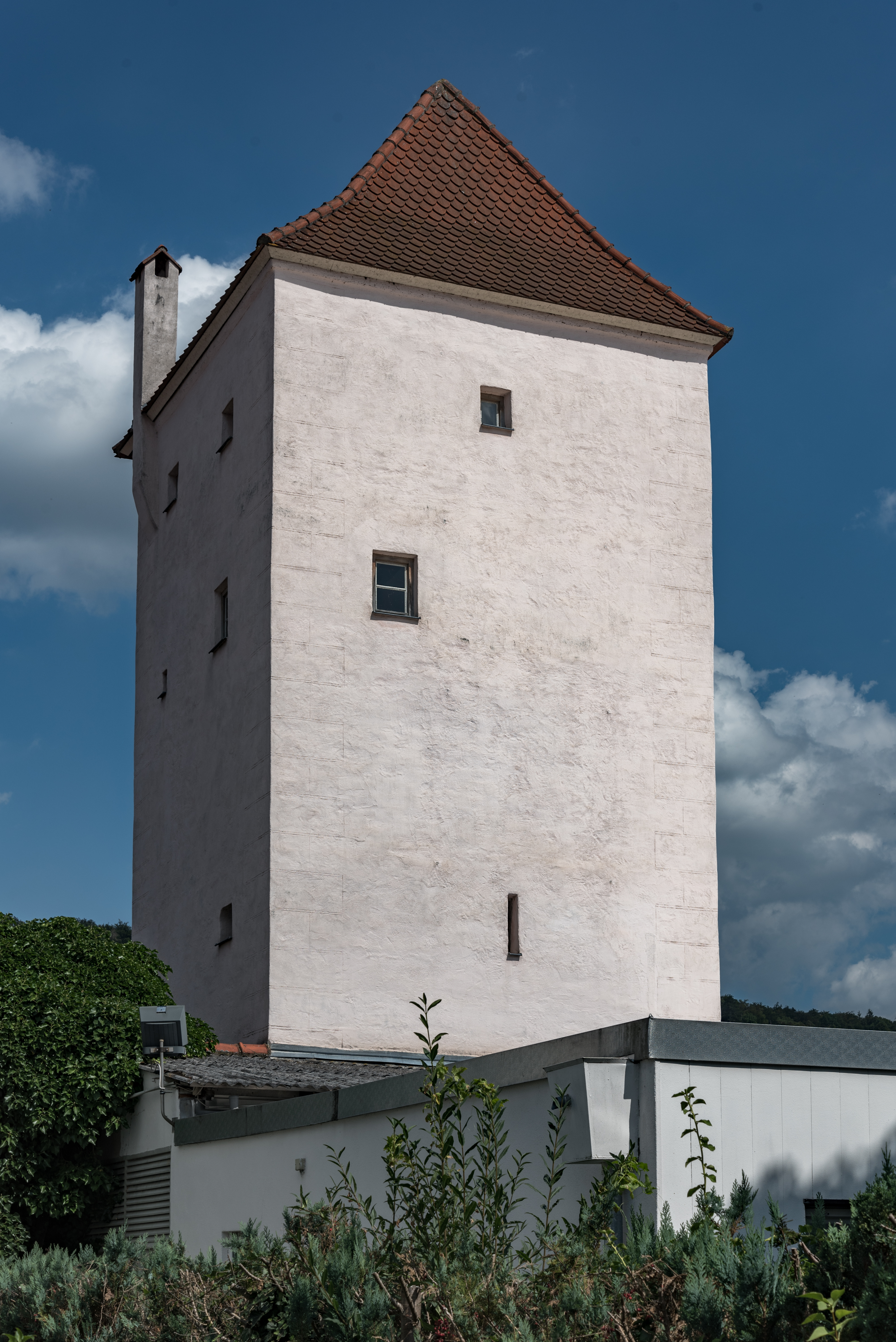
Roßturm, Innerer Graben 3
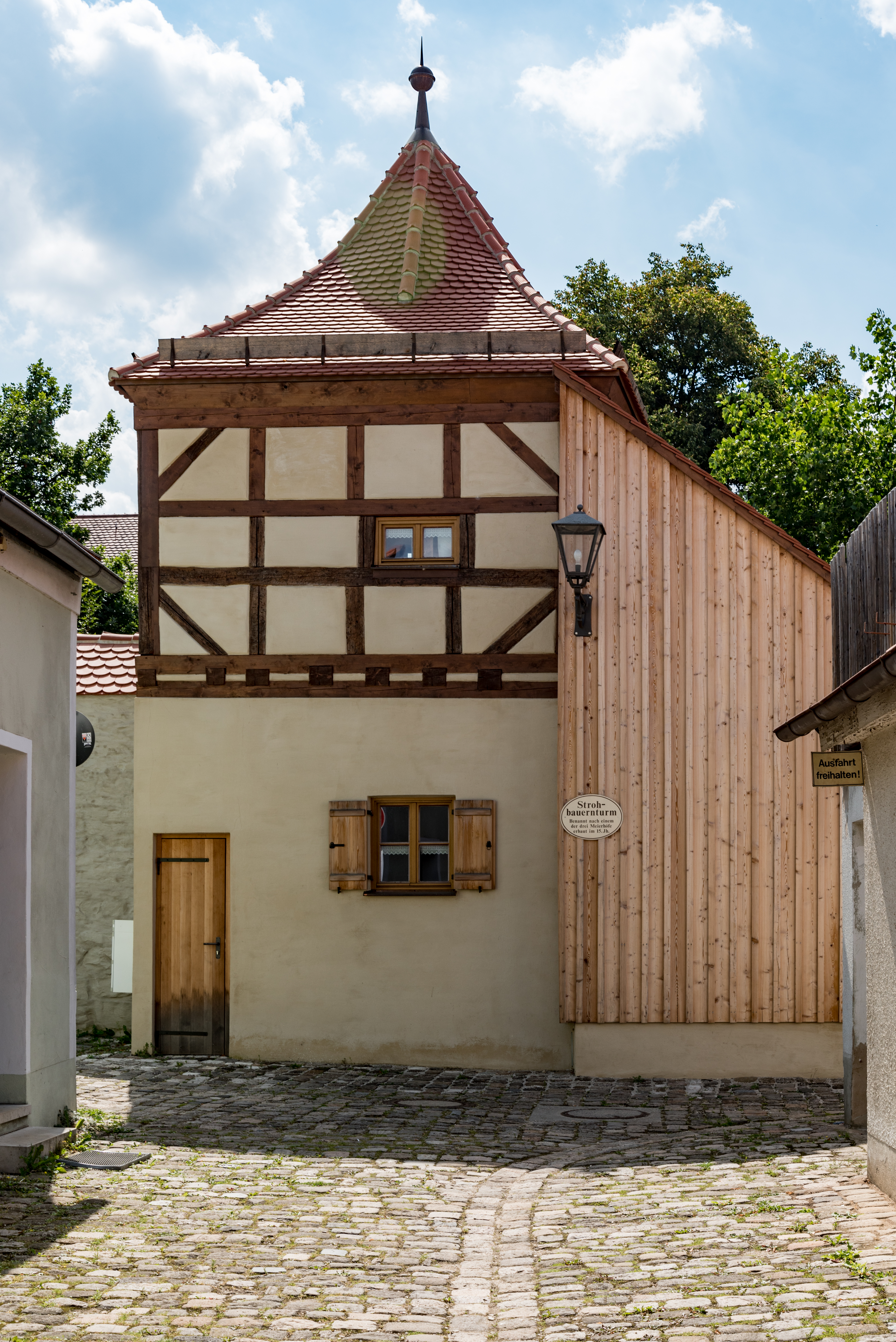
Strohbauernturm, Innerer Graben 5
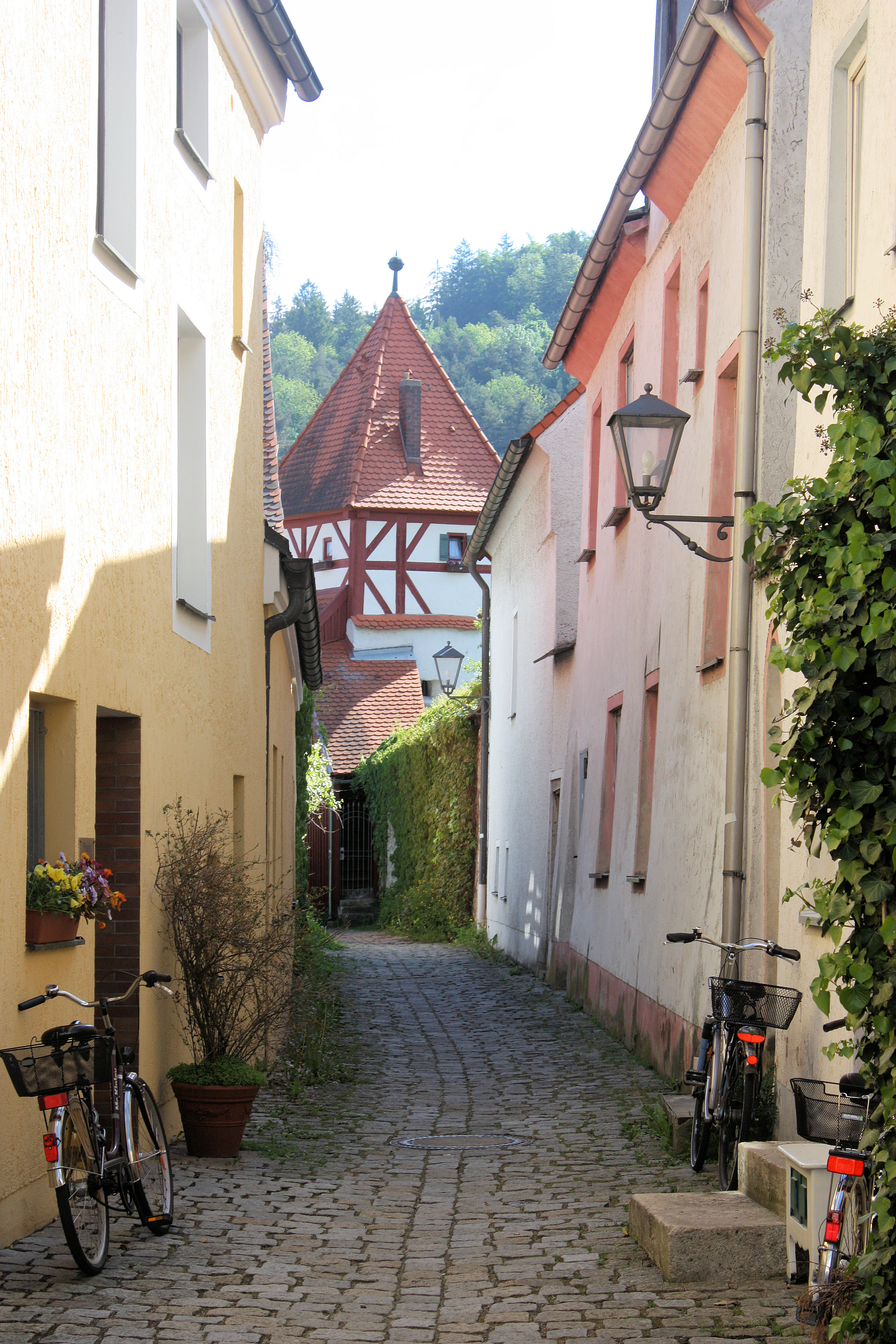
Wasserschöpferturm, Innerer Graben 7
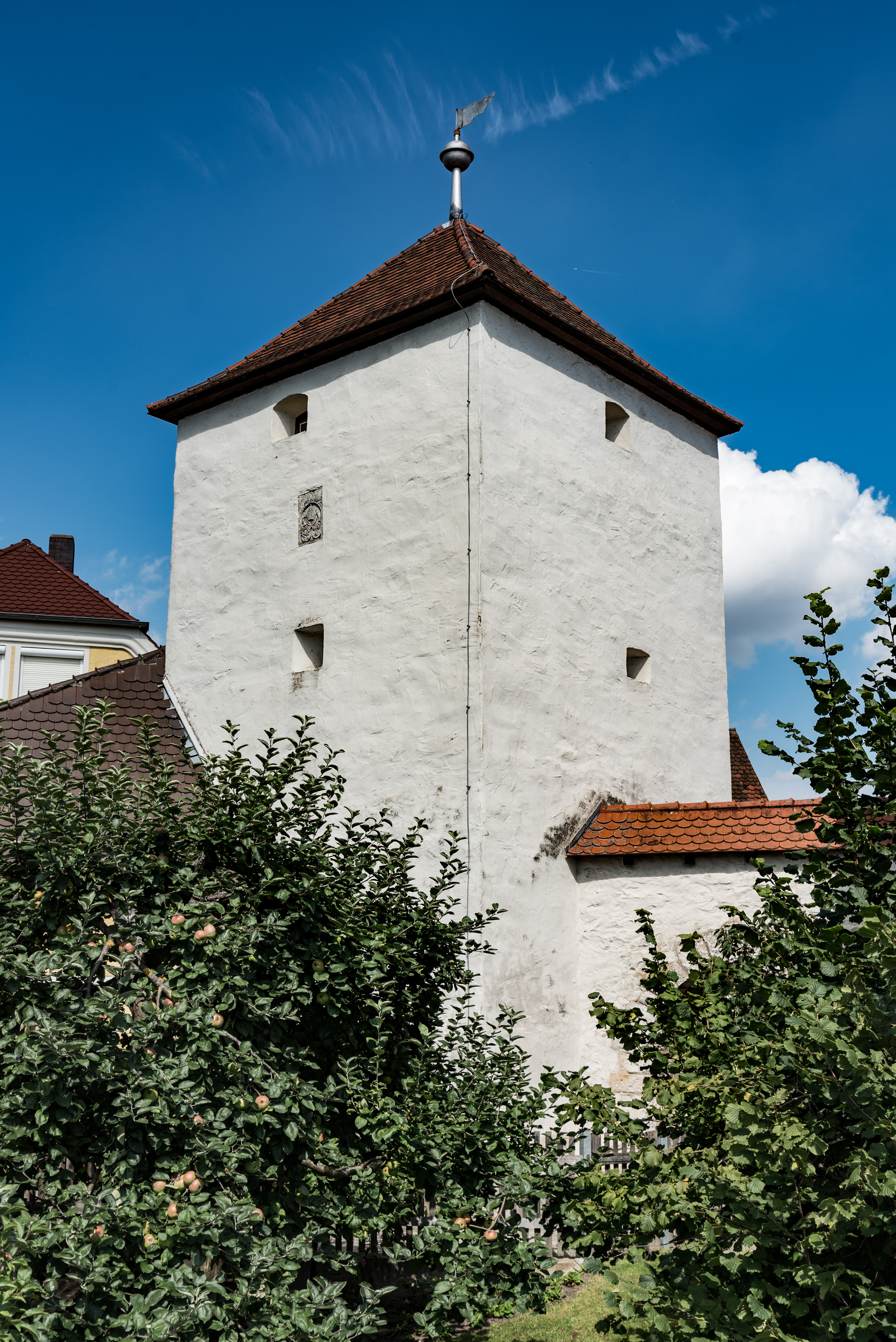
Sauhütterturm, Innerer Graben 9

An der Nordseite sind erhalten:
- Nordost-Eckturm,  sogenannter Bürgerturm, Innerer Graben 11 (Lage), 17./18. Jahrhundert auf spätmittelalterlicher Grundlage
- Rest des Mauerzugs, 1. Hälfte 15. Jahrhundert, am Inneren Graben

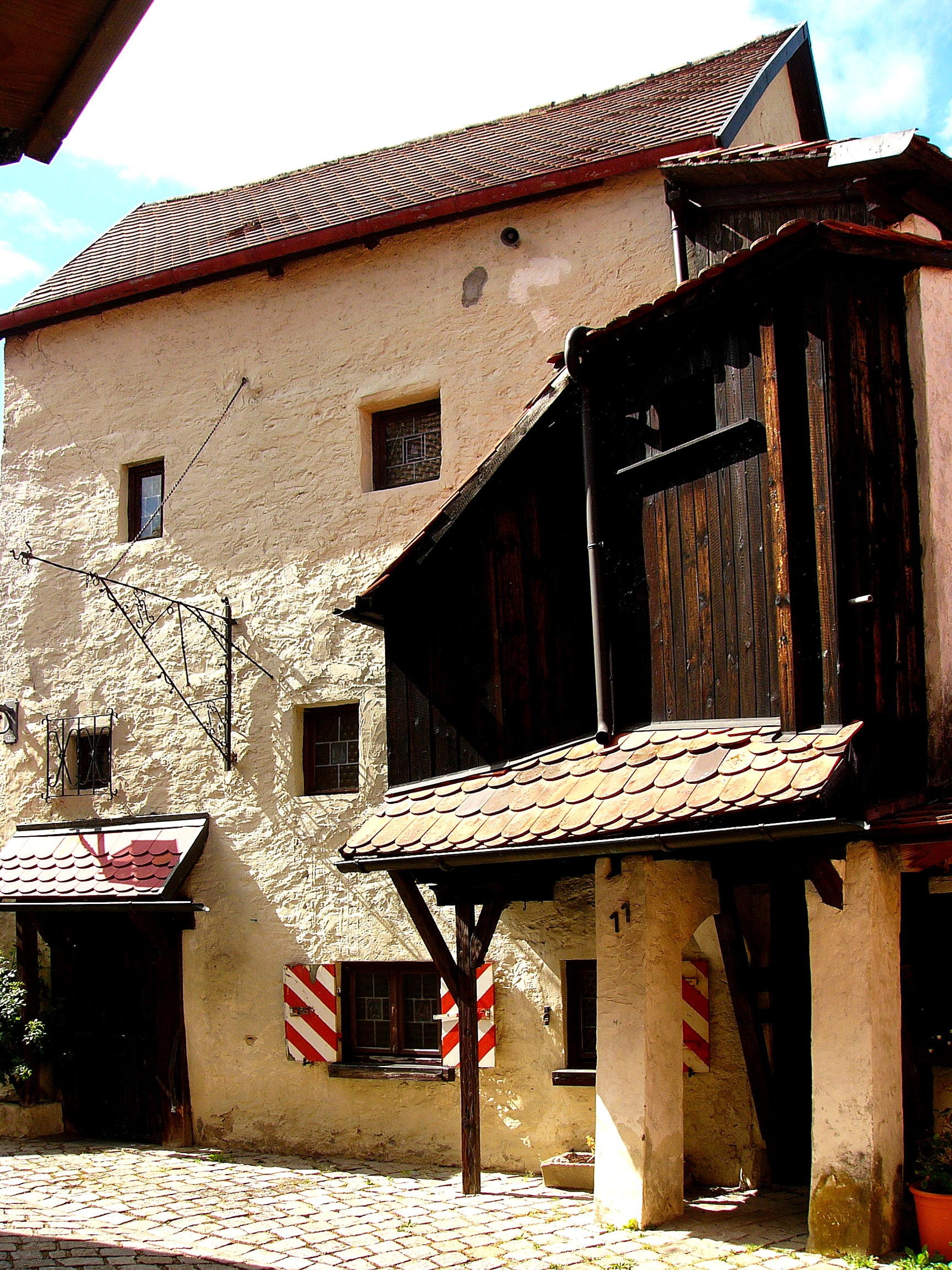
Bürgerturm (Turm der Bürgerstrafe), Innerer Graben 11

## Baudenkmäler nach Ortsteilen

### Beilngries
| Lage | Objekt | Beschreibung | Akten-Nr.                        | Bild |
| --- | --- | --- | -------------------------------- | --- |
| Am Ludwigskanal 2 (Standort) | Ehemaliges Schleusenwärterhaus, jetzt Vereinshaus | Zweigeschossiger Traufseitbau mit Satteldach, erbaut nach Plänen von Leo von Klenze, 1836/46; am ehemaligen Kanalhafen des Ludwig-Donau-Main-Kanals; Scheune, Holzständerbau auf Kalksteinsockel, zweite Hälfte 19. Jahrhundert; siehe auch Ludwig-Donau-Main-Kanal. | D-1-76-114-71 Wikidata           | weitere Bilder |
| Am Ludwigskanal; Am Oberndorfer Berg; Am Tiefen Weg; Im Ried; Kr EI 21; Ludwig-Donau-Main-Kanal; Nähe Ludwig-Donau-Main-Kanal; Nähe Main-Donau-Kanal; Riedweg (Standort) | Abschnitt des Ludwig-Donau-Main-Kanals | Abschnitt des Ludwig-Donau-Main-Kanals, künstlich angelegte Wasserstraße zwischen Kelheim und Bamberg auf einer Länge von 173 km mit ehemals 100 Schleusen, zahlreichen wasser- und schifffahrtstechnischen Anlagen und Gebäuden zur Herstellung eines durchgehenden Wasserweges zwischen Nordsee und dem Schwarzen Meer, auf Veranlassung König Ludwigs I. von Bayern durch Heinrich Freiherr von Pechmann, 1836–45.                                                                    | D-1-76-114-73 Wikidata           | weitere Bilder |
| (Standort) | Kanaldurchlass, mit Kanalentlastung | 1836–45. | D-1-76-114-73 zugehörig Wikidata | BW |
| (Standort) | Wegbrücken | Wegbrücke, Steinauflager erhalten, 1836–45. | D-1-76-114-73 zugehörig Wikidata | weitere Bilder |
| (Standort) | Wegbrücken | Wegbrücke, Steinauflager erhalten, 1836–45. | D-1-76-114-73 zugehörig Wikidata | weitere Bilder |
| (Standort) | Kanalsperre | Kanalsperre, Naturstein, 1836–45. | D-1-76-114-73 zugehörig Wikidata | weitere Bilder |
| Ludwig-Donau-Main-Kanal (Standort) | Kilometerstein 4 | Bestandteil des Ludwig-Donau-Main-Kanals, Naturstein, 1836–45. | D-1-76-114-169 Wikidata          | BW |
| Am Moosbügl (Standort) | Vierzehnnothelfer-Kapelle | Kleiner einachsiger Satteldachbau, 1842; mit Ausstattung | D-1-76-114-4 Wikidata            | weitere Bilder |
| Am Moosbügl 3 (Standort) | Evangelisch-lutherische Christuskirche | Modern-romanisierender Neubau in Bruchsteinquadermauerwerk, von Rolf Behringer, 1928; mit Ausstattung Angeschlossenes Mesnerhaus, zweigeschossiger Satteldachbau, gleichzeitig | D-1-76-114-3 Wikidata            | weitere Bilder |
| Arzbergstraße 2 (Standort) | Kreuzweg | Vierzehn gemauerte Bildstöcke, 1820 bzw. 1888, Kreuzwegbilder 1953, alle erneuert 2009/10 | D-1-76-114-6 Wikidata            | weitere Bilder |
| Arzbergstraße 22 (Standort) | Katholische Gottesackerkirche St. Lucia (Bühlkirche) | Saalbau mit Steildach, 1469–76, barockisiert und mit Dachreiter versehen, 1740; mit Ausstattung Kapelle St. Johannes, 1496, im 18. Jahrhundert verändert, profaniert Leichenhalle, neubarock, 1903/04, auf Grundlage der Stephanskapelle von 1501 Friedhof, wohl spätmittelalterliche Anlage mit Erweiterung, 19. Jahrhundert Einfriedungsmauer, 1886; Grabdenkmäler in historisierenden Formen                                                                                          | D-1-76-114-5 Wikidata            | weitere Bilder |
| Bräuhausstraße 34 (Standort) | Ehemalige Fürstbischöfliche Brauerei, seit 1865 Brauerei Prinstner, jetzt Gaststätte                                                                                    | Hauptgebäude, zweigeschossiger Steildachbau mit Eckerker, Giebel fünfgeschossig, rückwärts mit Aufzugsluken, wohl von Jakob Engel erbaut 1678, im Kern 15. Jahrhundert Angeschlossen traufseitiger Torbau, 17./18. Jahrhundert Bräustübl, zweigeschossiger Traufseitflügel mit Schopfwalmdach, 17./18. Jahrhundert Wirtschaftsgebäude, nordöstlich parallel zum Bräustübl, massiver Satteldachbau, 17./18. Jahrhundert Wirtschaftsgebäude, östlich vom Hauptgebäude, 17./18. Jahrhundert | D-1-76-114-7 Wikidata            | Ehemalige Fürstbischöfliche Brauerei, seit 1865 Brauerei Prinstner, jetzt Gaststätte                                                                                    |
| Bräuhausstraße 34 (Standort) | Dreifaltigkeitskapelle | Bezeichnet mit dem Jahr „1705“, mit hölzernem Satteldachvorbau, um 1945; mit Ausstattung | D-1-76-114-40 Wikidata           | Dreifaltigkeitskapelle |
| Brunnenbäckergasse 2 (Standort) | Handwerkerhaus | Zweigeschossiger Satteldachbau mit hohem Kniestock, Türgewände mit Oberlicht, bezeichnet mit dem Jahr „1717“ | D-1-76-114-8 Wikidata            | Handwerkerhaus |
| Brunnenbäckergasse 3 (Standort) | Wohnhaus | Kleiner zweigeschossiger Traufseitbau, mit Kalkplattendach und gewölbten Fenstergläsern, um Mitte 19. Jahrhundert | D-1-76-114-9 Wikidata            | Wohnhaus |
| Buchbindergasse 9 (Standort) | Wohnhaus | Erdgeschossiger Steildachbau, wohl Mitte 19. Jahrhundert, mit zwei Nischen für Heiligenfiguren, bezeichnet mit dem Jahr „1859“ (nicht sichtbar) | D-1-76-114-10 Wikidata           | weitere Bilder |
| Buchbindergasse 12 (Standort) | Wohnhaus | Erdgeschossiger Steildachbau, um Mitte 19. Jahrhundert | D-1-76-114-11 Wikidata           | weitere Bilder |
| Eichstätter Straße 3 (Standort) | Ehemaliges Finanzamt, jetzt Polizeidienststelle | Zweigeschossiger Eckbau mit zwei Flügeln, mit modern-barockisierenden Putzgliederungen und steilen Walmdächern mit Gauben, an der Straßenecke kleine Eingangshalle, erbaut 1914 An der Nordseite Hofeinfahrt, gleichzeitig | D-1-76-114-12 Wikidata           | Ehemaliges Finanzamt, jetzt Polizeidienststelle |
| Hans-Weckler-Anlage, bei Nr. 26 (Standort) | Antoniuskapelle | Kapelle mit offenem Vorbau über Säulen, Anfang 18. Jahrhundert, modern bezeichnet mit dem Jahr „1721“, auf Steinsockel aus jüngerer Zeit; mit Ausstattung | D-1-76-114-86 Wikidata           | Antoniuskapelle |
| Hauptstraße 2 (Standort) | Gasthaus zur Mauth | Zweigeschossiger Steildachbau, Giebelfront mit zinnenartigen Aufsätzen, mit Flacherker, Aufzugsluken, Türgewände mit Oberlicht, 1795, erneuert 1910 | D-1-76-114-13 Wikidata           | weitere Bilder |
| Hauptstraße 7 (Standort) | Gasthaus Stern | Zweigeschossiger Satteldachbau mit Treppengiebel und Kalkplattendach, im Kern spätes 15. Jahrhundert. (Bohlendecke über dem Erdgeschoss und Dachstuhl 1470/71 dendrochronologisch datiert), im 18. Jahrhundert überformt, Türsturz bezeichnet „1794“ | D-1-76-114-14 Wikidata           | weitere Bilder |
| Hauptstraße 9 (Standort) | Gasthof Walthierer (Hausname: Der Millipp) | Zweigeschossiger Steildachbau, modern bezeichnet mit dem Jahr 1797 (nicht sichtbar), reicher dreigeschossiger Fachwerkgiebel, 16./17. Jahrhundert, modern bezeichnet mit dem Jahr „1458“ | D-1-76-114-15 Wikidata           | weitere Bilder |
| Hauptstraße 11 (Standort) | Bürgerhaus | Zweigeschossiger Eckbau mit Steildach und Fachwerkgiebel, 18. Jahrhundert | D-1-76-114-16 Wikidata           | weitere Bilder |
| Hauptstraße 12 (Standort) | Ehemaliges Fürstbischöfliches Rentamt, jetzt Donaukurier | Zweigeschossiger Mansarddachbau mit Putzgliederungen und kleinem Giebelrisalit, wohl von Gabriel de Gabrieli Mitte 18. Jahrhundert erbaut Hofeinfahrt neubarock | D-1-76-114-17 Wikidata           | weitere Bilder |
| Hauptstraße 14 (Standort) | Ehemaliger Fürstbischöflicher Getreidekasten, jetzt Haus des Gastes | Freistehender zweigeschossiger Steildachbau mit Treppengiebel, Front mit Zwerchgiebel, im Kern um 1450, im 17. Jahrhundert umgebaut, im Inneren entkernt 1975 | D-1-76-114-18 Wikidata           | weitere Bilder |
| Hauptstraße 17 (Standort) | Bürgerhaus | Zweigeschossiger Giebelbau mit Vorschuss-Treppengiebel und Aufzugsluken, im Kern 18. Jahrhundert | D-1-76-114-19 Wikidata           | weitere Bilder |
| Hauptstraße 18 (Standort) | Wirtschaftsgebäude | Langgestreckter Satteldachbau mit Fachwerk, 18. Jahrhundert | D-1-76-114-20 Wikidata           | weitere Bilder |
| Hauptstraße 20 (Standort) | Gasthof Krone | Breit gelagerter zweigeschossiger Giebelbau mit Vorschuss-Treppengiebel und Konsolerker, 18. Jahrhundert, in jüngerer Zeit erneuert | D-1-76-114-21 Wikidata           | weitere Bilder |
| Hauptstraße 24 (Standort) | Rathaus, ehemaliges Fürstbischöfliches Oberamtsgebäude | Dreigeschossiger Mansarddachbau mit Schweifgiebelrisalit, 1740–42 | D-1-76-114-22 Wikidata           | weitere Bilder |
| Hauptstraße 25 (Standort) | Bürgerhaus, sogenanntes Kaiserbeckhaus | Zweigeschossiger Giebelbau, Obergeschoss über Konsolen vorkragend, viergeschossiger Treppengiebel mit Blendarkaden und Aufzugsöffnungen, Flacherker, 16./17. Jahrhundert, Torbogen-Hofeinfahrt | D-1-76-114-23 Wikidata           | weitere Bilder |
| Hauptstraße 27 (Standort) | Ehemaliges Bürgerhaus, jetzt Geschäftshaus | Zweigeschossiger Satteldachbau mit hohem Kniestock und Vorschuss-Treppengiebel, 18. Jahrhundert Hofeinfahrt mit Stichbogen, in jüngerer Zeit erneuert | D-1-76-114-24 Wikidata           | weitere Bilder |
| Hauptstraße 29 (Standort) | Katholische Pfarrkirche St. Walburga | Neubarocke Doppelturmanlage mit auf Säulen vortretender Portikus, Saalkirche mit Steildach, von Wilhelm Spannagel errichtet 1912/13, nördlicher Turm 13. Jahrhundert, Spitzhelm Anfang 16. Jahrhundert, westlicher Turm mit geschweiftem Giebel, beide mit Buntglasurziegel; mit Ausstattung | D-1-76-114-25 Wikidata           | weitere Bilder |
| Hauptstraße 34 (Standort) | Bürgerhaus, jetzt Raiffeisenbank | Zweigeschossiger Satteldachbau mit hohem Kniestock und Eckerker, im Kern 17./18. Jahrhundert, umgebaut und erweitert 2005 | D-1-76-114-27 Wikidata           | weitere Bilder |
| Hauptstraße 38 (Standort) | Bürgerhaus | Dreigeschossiger Satteldachbau, Untergeschoss wohl 16. Jahrhundert, Obergeschoss und Zinnenaufsätze wohl Ende 19. Jahrhundert, Portal bezeichnet mit dem Jahr „1528“ mit Kreuzigungsrelief Hofeinfahrt mit Torbogen | D-1-76-114-29 Wikidata           | weitere Bilder |
| Hauptstraße 39 (Standort) | Bürgerhaus | Zweigeschossiger Satteldachbau mit hohem Kniestock und Vorschuss-Treppengiebel, Portal bezeichnet mit dem Jahr „1707“ Torbogen-Hofeinfahrt Rückseitig Wirtschaftsgebäude, Steildachbau, Bruchstein (verputzt) und Fachwerk, 18. Jahrhundert | D-1-76-114-30 Wikidata           | weitere Bilder |
| Hauptstraße 40 (Standort) | Bürgerhaus | Zweigeschossiger Satteldachbau mit Vorschuss-Treppengiebel, Aufzugsluken, Türgewände mit Oberlicht bezeichnet mit dem Jahr „1831“ | D-1-76-114-31 Wikidata           | weitere Bilder |
| Hauptstraße 41 (Standort) | Ehemaliger Gasthof Wagnerbräu | Zweigeschossiger Satteldachbau mit hohem Kniestock, Aufzugsluken, im Kern 18. Jahrhundert, traufseitiger Flügel angeschlossen, spätes 19. Jahrhundert | D-1-76-114-32 Wikidata           | weitere Bilder |
| Hauptstraße 43 (Standort) | Ehemaliges Fürstbischöfliches Forstamt | Freistehender zweigeschossiger Walmdachbau, mit barockem Eingangsportal, von Gabriel de Gabrieli, bezeichnet mit dem Jahr „1751“ | D-1-76-114-33 Wikidata           | weitere Bilder |
| Hauptstraße 44 (Standort) | Gasthof Goldener Hahn | Zweigeschossiger Steildachbau mit Hohlkehle und Aufzugsluken, im Kern 1720 Hofgebäude, zweigeschossiger Steildachbau mit hölzernen Galerien, im Kern 18. Jahrhundert, in jüngerer Zeit erneuert | D-1-76-114-34 Wikidata           | weitere Bilder |
| Hauptstraße 47, 49, 51 (Standort) | Ehemaliges Franziskanerkloster | ehemalige Franziskanerkirche St. Trinitas, jetzt Pfarrsäle; Saalkirche mit Steildach, Chor mit Dachreiter, erbaut 1725–36, nach 1806 profaniert ehemaliges Spitalgebäude, jetzt Spielzeugmuseum, Tafel, Vereinsräume; zweigeschossiger Walmdachbau, an die Franziskanerkirche anschließender zurückgesetzter Flügel, erste Hälfte 18. Jahrhundert ehemaliges Bräuhaus, ehemaliges Feuerwehrhaus, jetzt Veranstaltungsraum; erdgeschossiger Walmdachbau, 18. Jahrhundert                  | D-1-76-114-36 Wikidata           | weitere Bilder |
| Hauptstraße 49 (Standort) | Ehemaliges Spitalgebäude | ehemaliges Spitalgebäude des Franziskanerklosters, jetzt Spielzeugmuseums, Tafel, Vereinsräume; Walmdachbau, an die Franziskanerkirche anschließender, zurückgesetzter Flügel, erste Hälfte 18. Jahrhundert | D-1-76-114-36 zugehörig Wikidata | weitere Bilder |
| Hauptstraße 51 (Standort) | Altes Feuerwehrhaus | ehemaliges Bräuhaus des Franziskanerklosters, ehemaliges Feuerwehrhaus, jetzt Veranstaltungsraum; erdgeschossiger Walmdachbau, 18. Jahrhundert | D-1-76-114-36 zugehörig Wikidata | weitere Bilder |
| Hauptstraße 53 (Standort) | Katholische Kirche St. Maria (Frauenkirche) | Saalkirche mit Walmdach, von Maurizio Pedetti auf der Grundlage eines Vorgängerbaus von 1678 neu erbaut, 1753/54, mit zweigeschossigem Dachreiter; mit Ausstattung | D-1-76-114-39 Wikidata           | weitere Bilder |
| Hauptstraße; Zinngießergasse, auf dem Brunnen des Kirchplatzes (Standort)                                                                                                | Figur der Maria Immaculata | Vergoldet, auf Steinsäule, Anfang 18. Jahrhundert | D-1-76-114-26 Wikidata           | weitere Bilder |
| Im Ried (Standort) | Feldkapelle | Kleiner Satteldachbau, Fassade mit Lisenengliederung, 19. Jahrhundert | D-1-76-114-75 Wikidata           | weitere Bilder |
| Im Ried; Kevenhüller Moos (Standort) | Abschnitt des Ludwig-Donau-Main-Kanals | Abschnitt des Ludwig-Donau-Main-Kanals, künstlich angelegte Wasserstraße zwischen Kelheim und Bamberg auf einer Länge von 173 km mit ehemals 100 Schleusen, zahlreichen wasser- und schifffahrtstechnischen Anlagen und Gebäuden zur Herstellung eines durchgehenden Wasserweges zwischen Nordsee und dem Schwarzen Meer, auf Veranlassung König Ludwigs I. von Bayern durch Heinrich Freiherr von Pechmann, 1836–45.                                                                    | D-1-76-114-74 Wikidata           | weitere Bilder |
| Im Ried; Kevenhüller Moos (Standort) | Wegbrücke | 1836–45. | D-1-76-114-74 zugehörig Wikidata | weitere Bilder |
| Ingolstädter Straße 14 (Standort) | Wohnhaus | Zweigeschossiger Mansardwalmdachbau, mittig dreieckiger Ziergiebel, Ende 18. Jahrhundert | D-1-76-114-42 Wikidata           | Wohnhaus |
| Innerer Graben 16 (Standort) | Kleinhaus | Langgestreckter erdgeschossiger Satteldachbau mit hohem Kniestock, um Mitte 19. Jahrhundert | D-1-76-114-51 Wikidata           | Kleinhaus |
| Innerer Graben 18 (Standort) | Kleinhaus | Erdgeschossiger Steildachbau, 18. Jahrhundert | D-1-76-114-52 Wikidata           | weitere Bilder |
| Innerer Graben 20 (Standort) | Wohnhaus, jetzt Teil des Gasthofs zur Krone | Zweigeschossiger Satteldachbau, im Kern 18. Jahrhundert, in jüngerer Zeit stark erneuert, angebauter niedriger Walmdachbau, 18. Jahrhundert, im Kern wohl 15. Jahrhundert, mit Durchfahrt | D-1-76-114-53 Wikidata           | weitere Bilder |
| Innerer Graben 27 (Standort) | Wohnhaus | Villenartiger zweigeschossiger Steildachbau mit Treppengiebel, in Ecklage, mit Erker nördlich und Zwerchhaus südlich, Fassaden in Neurenaissanceformen, bezeichnet mit dem Jahr „1901“ | D-1-76-114-58 Wikidata           | weitere Bilder |
| Kelheimer Straße, bei der Sulzbrücke (Standort) | Figur des Heiligen Johann Nepomuk | 1732 (erneuert?), auf Steinsäule, aus jüngerer Zeit | D-1-76-114-59 Wikidata           | Figur des Heiligen Johann Nepomuk |
| Kelheimer Straße 50, bei Nr. 50 (Standort) | Barbarakapelle | Im Kern 19. Jahrhundert, stark erneuert; mit Ausstattung | D-1-76-114-63 Wikidata           | weitere Bilder |
| Kevenhüller Moos (Standort) | Schleuse 22 | Bestandteil des Ludwig-Donau-Main-Kanals, Kammerschleuse, Naturstein, 1836–45. | D-1-76-114-171 Wikidata          | weitere Bilder |
| Lange Gasse 6 (Standort) | Wohnhaus | Zweigeschossiger traufseitiger Steildachbau, zweites Viertel 19. Jahrhundert | D-1-76-114-64 Wikidata           | weitere Bilder |
| Lange Gasse 11 (Standort) | Wohnhaus | Zweigeschossiger Massivbau mit hohem Kniestock, Südseite Fachwerk geschlämmt (nicht sichtbar), 18. Jahrhundert Steinbank vor dem Haus | D-1-76-114-65 Wikidata           | weitere Bilder |
| Lange Gasse 17 (Standort) | Kleinhaus | Erdgeschossiger breit gelagerter Massivbau, mit Kalkplattendach, Mitte 19. Jahrhundert, Putzbandgliederung aus jüngerer Zeit | D-1-76-114-66 Wikidata           | weitere Bilder |
| Nähe Innerer Graben (Standort) | Gartenhaus | Kleiner quadratischer Walmdachbau, Anfang 19. Jahrhundert; an die Stadtmauer angebaut | D-1-76-114-55 Wikidata           | Gartenhaus |
| Nähe Kappenbauerweg (Standort) | Grenzstein Fürstentum Eichstätt (Leuchtenberg) – Landgericht Beilngries (Königreich Bayern)                                                                             | Kalksteinpfeiler in Obeliskform mit Wappen, bezeichnet mit dem Jahr „1818“ | D-1-76-114-41 Wikidata           | weitere Bilder |
| Nähe Kelheimer Straße (Standort) | Steinkreuz, Sühnekreuz | Wohl spätmittelalterlich; bei Nr. 28 | D-1-76-114-62 Wikidata           | weitere Bilder |
| Nähe Kelheimer Straße, bei Nr. 28 (Standort) | Herrgottswieskapelle | Kleiner Satteldachbau, Fassade mit Lisenengliederung, erbaut um 1750, bezeichnet mit dem Jahr 1822; mit Ausstattung | D-1-76-114-61 Wikidata           | weitere Bilder |
| Nähe Kr EI 21 (Standort) | Maria-Hilf-Kapelle | 18. Jahrhundert; mit zwei gemauerten Bildstöcken, stark erneuert | D-1-76-114-67 Wikidata           | weitere Bilder |
| Nähe Neumarkter Straße 27 (Standort) | Bildstock | Kalksteinpfeiler; bezeichnet mit dem Jahr „184???“; Höhe ca. 1,1 m; Bronzerelief mit Buchstabe B und weiterer Symbolik, nicht identifiziert | D-1-76-114-72 Wikidata           | Bildstock |
| Neumarkter Straße 12 (Standort) | Ehemaliger Alter Bahnhof, jetzt Gaststätte | Empfangsgebäude, zweigeschossiger Bruchsteinbau mit Walmdach, Fenster- und Türeinfassungen in rotem Backstein, um 1887 Kleines Nebengebäude, erdgeschossiger Walmdachbau, gleichartig und gleichzeitig | D-1-76-114-69 Wikidata           | weitere Bilder |
| Neumarkter Straße 12 (Standort) | Wohnhaus | Eineinhalbgeschossiger Satteldachbau, zum Alten Bahnhof gehörig, in gleicher Art und gleichzeitig mit Nr. 12 Mit angebautem Wagenschuppen | D-1-76-114-70 Wikidata           | Wohnhaus |
| Pfarrgasse 2 (Standort) | Wohnhaus | Zweigeschossiger Walmdachbau, 18. Jahrhundert, Türgewände bezeichnet mit dem Jahr „1792“ | D-1-76-114-76 Wikidata           | weitere Bilder |
| Pfarrgasse 5 (Standort) | Ehemaliges Benefiziatenhaus | Zweigeschossiger Satteldachbau mit Putzbandgliederungen und kräftig profiliertem Dreiecksgiebel mit Rundfenstern, um 1755 | D-1-76-114-78 Wikidata           | weitere Bilder |
| Pfarrgasse 8 (Standort) | Inschrifttafel | Mit Handwerkerzeichen, 1894 | D-1-76-114-79 Wikidata           | weitere Bilder |
| Pfarrgasse 10; Pfarrgasse 12 (Standort) | Wohnhaus | Erdgeschossiger Steilgiebelbau mit Speichergeschossen, 17./18. Jahrhundert | D-1-76-114-80 Wikidata           | weitere Bilder |
| Ringstraße 15 (Standort) | Apotheke | Freistehender zweigeschossiger Walmdachbau, dreiachsiger Mittelrisalit mit Dreiecksgiebel, um 1830, bezeichnet mit dem Jahr „1806“ Zwei steinerne Zaunpfeiler mit Kugelaufsätzen, im Garten | D-1-76-114-82 Wikidata           | Apotheke |
| Schneider-Peterle-Gasse 2 (Standort) | Wohnhaus, jetzt zum Hotel Gams gehörig | Erdgeschossiger Steildachbau, 18. Jahrhundert, umgebaut 1988 | D-1-76-114-83 Wikidata           | weitere Bilder |
| Schrannenplatz 3 (Standort) | Bürgerhaus, jetzt Wohn- und Geschäftshaus | Zweigeschossiger Steildachbau mit Treppengiebel und Blendarkaden, im Kern 18. Jahrhundert, in jüngerer Zeit erneuert | D-1-76-114-84 Wikidata           | weitere Bilder |
| Schrannenplatz 4 (Standort) | Bürgerhaus, jetzt Hotel | Langgestreckter zweigeschossiger Steildachbau mit Treppengiebel, in gekurvter Ecklage, im Kern 18. Jahrhundert, in jüngerer Zeit erneuert | D-1-76-114-85 Wikidata           | weitere Bilder |
| Stadtgraben (Standort) | Marienkapelle, Kapelle „Pietá“ | Mit offenem Vorbau über Säulen, Anfang 18. Jahrhundert, modern bezeichnet mit dem Jahr „1721“, auf Steinsockel, aus jüngerer Zeit; bei Nr. 13 | D-1-76-114-81 Wikidata           | Marienkapelle, Kapelle „Pietá“ |
| Stadtgraben, vor Nr. 17 (Standort) | Steinkreuz, Sühnekreuz | Mittelalterlich; Votivstein, bezeichnet mit dem Jahr „1660“ nicht nachqualifiziert, im Bayerischen Denkmal-Atlas nicht kartiert | D-1-76-114-91 Wikidata           | weitere Bilder |
| Sternwirtsgasse 2 (Standort) | Wohnhaus | Zweigeschossiger Steilgiebelbau mit Aufzugsluken, 18. Jahrhundert | D-1-76-114-92 Wikidata           | Wohnhaus |
| Sternwirtsgasse 3 (Standort) | Ehemaliges Handwerkerhaus | Wohnhaus, kleiner giebelständiger Satteldachbau, Seitenflurtyp, Obergeschoss und rückwärtige Giebelseite Fachwerk, 16./17. Jahrhundert | D-1-76-114-168 Wikidata          | Ehemaliges Handwerkerhaus |
| Utzmühle 1 (Standort) | Ehemaliges Betriebs- und Wohngebäude der Utzmühle, erbaut als Pumpwerk der Wasserversorgung, später als Elektrizitätswerk zur Stromerzeugung umgerüstet, heute Wohnhaus | zweigeschossiger Steildachbau östlich mit Schopfwalm, vorspringender Obergeschosserker im reduzierten Heimatstil, 1910/11, östlicher Triebwerkanbau gleichzeitig; Mit technischer Ausstattung sowie Wasserzuführungs- und -auslaufeinrichtungen Ehemalige Scheune, heute Wohnhaus, zweigeschossiger Steildachbau mit südlich angebautem ehemaliger Stallflügel, 18./19. Jahrhundert Waschhaus, 1910/11, mit erneuertem Kalkplattendach, 1999                                             | D-1-76-114-159 Wikidata          | Ehemaliges Betriebs- und Wohngebäude der Utzmühle, erbaut als Pumpwerk der Wasserversorgung, später als Elektrizitätswerk zur Stromerzeugung umgerüstet, heute Wohnhaus |

### Amtmannsdorf
| Lage                         | Objekt                                | Beschreibung | Akten-Nr.              | Bild           |
| ---------------------------- | ------------------------------------- | --- | ---------------------- | -------------- |
| Amtmannsdorf 22 (Standort)   | Katholische Filialkirche St. Nikolaus | Spätromanische Chorturmanlage, Saalkirche mit Steildach, vor 1415, nach Westen erweitert 1896; mit Ausstattung       | D-1-76-114-94 Wikidata | weitere Bilder |
| Nähe Amtmannsdorf (Standort) | Marienkapelle                         | Wegkapelle mit offenem Vorbau; 19. Jahrhundert, stark erneuert in jüngerer Zeit; mit Ausstattung; am Wolfsbucher Weg | D-1-76-114-96 Wikidata | Marienkapelle  |

### Arnbuch
| Lage                  | Objekt                              | Beschreibung | Akten-Nr.              | Bild           |
| --------------------- | ----------------------------------- | --- | ---------------------- | -------------- |
| Arnbuch 8 (Standort)  | Schmauserhof                        | Bauernhaus; zweigeschossiger Massivbau mit Kalkplattendach, Mitte 19. Jahrhundert, Putzbandgliederung und Eckquaderbemalung aus jüngerer Zeit                       | D-1-76-114-98 Wikidata | Schmauserhof   |
| Arnbuch 20 (Standort) | Katholische Filialkirche St. Rupert | Chorturmanlage im Kern romanisch, Saalkirche mit Walmdach, barockisiert im 18. Jahrhundert, Erweiterung des Langhauses und Erhöhung des Turms 1885; mit Ausstattung | D-1-76-114-97 Wikidata | weitere Bilder |

### Aschbuch
| Lage                                                | Objekt                                | Beschreibung                                                                  | Akten-Nr.               | Bild           |
| --------------------------------------------------- | ------------------------------------- | ----------------------------------------------------------------------------- | ----------------------- | -------------- |
| Ägidiusstraße 6 (Standort)                          | Katholische Filialkirche St. Aegidius | Saalkirche mit Walmdach, 1658 erbaut, Neubau 1717, Turm 1886; mit Ausstattung | D-1-76-114-99 Wikidata  | weitere Bilder |
| Alte Zell, an der Straße nach Eglofsdorf (Standort) | Feldkapelle                           | Wohl 18. Jahrhundert, in jüngerer Zeit stark erneuert                         | D-1-76-114-100 Wikidata | Feldkapelle    |

### Biberbach
| Lage                                                           | Objekt                               | Beschreibung | Akten-Nr.               | Bild           |
| -------------------------------------------------------------- | ------------------------------------ | --- | ----------------------- | -------------- |
| Biberbach 114 (Standort)                                       | Katholische Filialkirche St. Michael | Spätgotische Chorturmanlage, Saalkirche mit Steildach, baulich verändert im 18. Jahrhundert, massiger Turm mit Rundbogenöffnungen 1751; mit Ausstattung Wehrumfriedung spätmittelalterlich, mit stattlichem Torturm | D-1-76-114-101 Wikidata | weitere Bilder |
| Elendfeld (Standort)                                           | Wegkapelle                           | Mitte 19. Jahrhundert; an der Straße nach Gößelthalmühle | D-1-76-114-102 Wikidata | weitere Bilder |
| Wachtleite, an der Straße Litterzhofen-Plankstetten (Standort) | Bildstock                            | Felsnische mit vorgesetztem hölzernem Tabernakelkasten, mit Muttergottesstatuette, 19. Jahrhundert | D-1-76-114-160 Wikidata | Bildstock      |

### Gösselthal
| Lage                                          | Objekt                                                                                              | Beschreibung | Akten-Nr.                         | Bild           |
| --------------------------------------------- | --------------------------------------------------------------------------------------------------- | --- | --------------------------------- | -------------- |
| Am Ludwigskanal 2 (Standort)                  | Kanalhafen Beilngries                                                                               | Kanalhafen Beilngries als Bestandteil des Ludwig-Donau-Main-Kanals, Kaimauer, 1836–45; Eisenkkran, 1836–45; Hafenmeisterhaus, zweigeschossiger Massivbau mit Flachsatteldach, 1836–45; Güterschuppen, eingeschossiger Holzbau mit Flachsatteldach, 1836–45. | D-1-76-114-170 Wikidata           | weitere Bilder |
| Am Ludwigskanal 2 (Standort)                  | Eisenkran                                                                                           | 1836–45. | D-1-76-114-170 zugehörig Wikidata | weitere Bilder |
| Am Ludwigskanal 2 (Standort)                  | Hafenmeisterhaus                                                                                    | Zweigeschossiger Massivbau mit Flachsatteldach, 1836–45. | D-1-76-114-170 zugehörig Wikidata | weitere Bilder |
| Am Ludwigskanal 2 (Standort)                  | Güterschuppen                                                                                       | Eingeschossiger Holzbau mit Flachsatteldach, 1836–45. | D-1-76-114-170 zugehörig Wikidata | weitere Bilder |
| Gösselthal 2 (Standort)                       | Gösselthalmühle, ehemalige Hofanlage und Mühle, jetzt Betriebszentrale des Ludwig-Donau-Main-Kanals | Zwei rechtwinklig zueinander stehende zweigeschossige Steildachbauten, 18. Jahrhundert, Putz- und Fensterrahmungen aus jüngerer Zeit Hofummauerung mit zinnenbekrönter Toreinfahrt, bezeichnet mit dem Jahr „1759“ (nicht sichtbar) | D-1-76-114-104 Wikidata           | weitere Bilder |
| Gösselthal 11, gegenüber der Mühle (Standort) | Wegkapelle                                                                                          | Erste Hälfte 19. Jahrhundert | D-1-76-114-105 Wikidata           | weitere Bilder |
| Rhein-Main-Donau-Kanal (Standort)             | Abschnitt des Ludwig-Donau-Main-Kanals                                                              | Abschnitt des Ludwig-Donau-Main-Kanals, künstlich angelegte Wasserstraße zwischen Kelheim und Bamberg auf einer Länge von 173 km mit ehemals 100 Schleusen, zahlreichen wasser- und schifffahrtstechnischen Anlagen und Gebäuden zur Herstellung eines durchgehenden Wasserweges zwischen Nordsee und dem Schwarzen Meer, auf Veranlassung König Ludwigs I. von Bayern durch Heinrich Freiherr von Pechmann, 1836–45. | D-1-76-114-106 Wikidata           | weitere Bilder |
| Rhein-Main-Donau-Kanal (Standort)             | Brückkanal                                                                                          | Brückkanal, mit Bogendurchfahrt, Naturstein, 1836–45. | D-1-76-114-106 zugehörig Wikidata | weitere Bilder |

### Grampersdorf
| Lage                          | Objekt              | Beschreibung | Akten-Nr.               | Bild                |
| ----------------------------- | ------------------- | --- | ----------------------- | ------------------- |
| Kirchstraße 11 (Standort)     | Kapelle             | kleine Saalkirche mit Walmdach und Westturm, 1784; mit Ausstattung | D-1-76-114-107 Wikidata | Kapelle             |
| Kirchstraße 12 (Standort)     | Haus 'Stoffelbauer' | ehemaliges Bauernhaus; breit gelagerter eineinhalbgeschossiger Massivbau mit verputztem Fachwerkgiebel und erneuertem Kalkplattendach, erbaut um 1720 (dendrochronologisch datiert) | D-1-76-114-167 Wikidata | Haus 'Stoffelbauer' |
| Nähe Am Wasserturm (Standort) | Bildstock           | Gemauert; 19. Jahrhundert | D-1-76-114-108 Wikidata | Bildstock           |

### Hirschberg
| Lage | Objekt | Beschreibung | Akten-Nr.                         | Bild                                         |
| --- | --- | --- | --------------------------------- | -------------------------------------------- |
| Hirschberg 70; Weinberg; Hirschberg 65; Hirschberg 70a; Hirschberg 89; In Hirschberg; Hirschberg 91 (Standort) | Schloss Hirschberg, ehem. Fürstbischöfliches Jagdschloss, seit 1925 Diözesan-Exerzitienhaus, seit 2003 Bistumshaus | langgestreckte Rechteckanlage auf steil abfallendem Bergrücken, im Kern spätromanische Höhenburg, 1170-1200, mit Vorburganlage, 15./16. Jh., Neu- und Umbauten nach Brand 1636/52? und 1729, Umgestaltung zur Sommerresidenz und spätbarockem Jagdschloss durch Maurizio Pedetti, 1760–64, Renovierung, Umbau und Erweiterung durch Karljosef Schattner, mit Karl Heinz Schmitz, 1987–92; mit Ausstattung | D-1-76-114-109 Wikidata           | weitere Bilder                               |
| Hirschberg 70 (Standort)                                                                                       | Schlossbau | Dreiflügelanlage, dreigeschossige Walmdachbauten, Nordflügel, 2. Hälfte 16. Jh., Verlängerung um 1729, Erweiterung des Saalbaus (Osttrakt) durch Jakob Engel nach 1670, Erhöhung, 1729, Ausbau des Südflügels und Verlängerung des Nordflügels durch Gabriel de Gabrieli, um 1730; Umgestaltung zur symmetrischen Schlossanlage unter Schaffung des Ehrenhofes, Verlängerung des Südflügels und Bau der beiden Torhäuser, zweigeschossige Walmdachbauten, mit barocker Toreinfahrt, nach Plänen von Mauritio Pedetti, 1760–64; Ausstattung der Innenräume (v. a. Schlosskapelle, Kaiser- und Rittersaal) durch Johann Michael Franz und Johann Jakob Berg, 2. Hälfte 18. Jh.; Schlosskapelle St. Johann Evangelist, im Kern 12. Jh., barockisiert, 1764, über zwei Stockwerke reichend, im Südflügel; Neubau der Marienkapelle, flachgedeckter Zentralbau aus Quadermauerwerk über siebeneckigem Grundriss, von Alexander von Branca, 1967/69, am Südhang gelegen in die Zwingeranlage integriert. | D-1-76-114-109 zugehörig Wikidata | Schlossbau                                   |
| Hirschberg 70; Weinberg (Standort)                                                                             | Burganlage | 13.-15. Jh.; südl. Turm, ehem. Torturm, um 1200, mit gotischem Giebelaufbau, mit Torhaus und Wehranlage, 13. Jh.; nördl. Turm, ehem. Bergfried, Untergeschosse romanisch, Obergeschoss, 14./15. Jh.; Teile der Ringmauern im Norden und Süden, im Kern 1. Hälfte 13. Jh., Verstärkung im 14./15. Jh; ehem. Grafenbau, heute Saalbau, im Kern 15. Jh., im Osten; Zwingeranlage im Süden und Norden, 12. Jh., erneuert im 15. Jh., heute als Terrassenfuttermauern erhalten; Halsgraben mit Befestigungsmauern und Brücke. | D-1-76-114-109 zugehörig          | Burganlage                                   |
| Hirschberg 65; Hirschberg 70a; Hirschberg 89; In Hirschberg; Hirschberg 91 (Standort)                          | Vorburg | trapezförmige Anlage mit vier Türmen und Befestigungsmauern, 15./16. Jh. (siehe auch Haus 2, 37, 38, 39, 43, 47); erdgeschossiger Mauerturm mit Pyramiddach, sog. Pschorrturm, im Kern 2. Hälfte 15. Jh., in jüngerer Zeit erneuert, im Norden; zweigeschossiger Eckturm mit Satteldach und Fachwerkgiebel, im Kern 2. Hälfte 15. Jh., in jüngerer Zeit zum Wohnhaus erweitert, mit Befestigungsmauer, Nordwestecke; zweigeschossiger Befestigungsturm mit Pyramiddach, im Kern 2. Hälfte 15. Jh, zum Wohnhaus umgebaut, 2001ff, mit Befestigungsmauern, im Westen; zweigeschossiger Mauerturm mit Pyramiddach, im Kern 2. Hälfte 15. Jh., zum Wohnturm umgebaut in jüngerer Zeit, mit Befestigungsmauer, im Süden; ehem. Scheune, jetzt Wohnhaus, erdgeschossiger Satteldachbau aus Bruchstein mit Fachwerkgiebel, 1. Hälfte 19. Jh., umgebaut und erneuert, 1999-2001; Befestigungsmauern im Norden, Westen und Süden, 2. Hälfte 15. Jh., nach 2001ff teilweise erneuert.                        | D-1-76-114-109 zugehörig          | weitere Bilder                               |
| Hirschberg 70 a (Standort)                                                                                     | Ehemaliger Reitweg, sogenannte Fürstenstraße                                                                       | Heute größtenteils Asphaltstraße, 3,5 km lange, vom Schlosshof nach Westen führende Wegachse, von Moritz Pedetti angelegt 1760/64 | D-1-76-114-110 Wikidata           | Ehemaliger Reitweg, sogenannte Fürstenstraße |
| In Hirschberg (Standort)                                                                                       | Kapelle | Kleiner Barockbau mit Steildach, Fassadengliederung mit Pilastern und Dreiecksgiebel, bezeichnet mit dem Jahr „1713“; mit Ausstattung | D-1-76-114-111 Wikidata           | weitere Bilder                               |
| Beim Kappenbauer, an der Bergstraße von Hirschberg nach Beilngries, gegenüber dem Kriegerdenkmal (Standort)    | Steinkreuz | Mittelalterlich | D-1-76-114-112 Wikidata           | weitere Bilder                               |
| Hirschberg 28 (Standort)                                                                                       | Ehemaliges Bauernhaus                                                                                              | Wohnhaus, erdgeschossiger Satteldachbau mit reichem Fachwerkgiebel, erste Hälfte 18. Jahrhundert, Schleppdachgauben aus jüngerer Zeit | D-1-76-114-114 Wikidata           | Ehemaliges Bauernhaus                        |
| Haselfeld, an der Straße nach Haunstetten (Standort)                                                           | Bildstock St. Johannes                                                                                             | Gemauert, 18. Jahrhundert, in jüngerer Zeit erneuert; mit Ausstattung | D-1-76-114-120 Wikidata           | weitere Bilder                               |
| Hirschberg 23 (Standort)                                                                                       | Ehemaliges Bauernhaus                                                                                              | Wohnhaus, erdgeschossig Massivbau mit Kalkplattendach (erneuert), mit Fachwerkkniestock und reicher Fachwerkfiguration am südlichen Giebel, im Kern um 1580 (dendrochronologisch datiert) | D-1-76-114-162 Wikidata           | Ehemaliges Bauernhaus                        |

### Irfersdorf
| Lage                                                                                     | Objekt                                 | Beschreibung | Akten-Nr.               | Bild                       |
| ---------------------------------------------------------------------------------------- | -------------------------------------- | --- | ----------------------- | -------------------------- |
| Am Kirchplatz 1 (Standort)                                                               | Katholische Pfarrkirche St. Margaretha | Saalkirche mit Steildach, 1437 vollendet, Langhaus barockisiert 1703 und 1715/16, Turmobergeschoss 1766; mit Ausstattung Friedhofsbefestigung, mittelalterlich | D-1-76-114-121 Wikidata | weitere Bilder             |
| Am Kirchplatz 5, freistehend in der Ortsmitte (Standort)                                 | Alte Schmiede                          | ehemalige Schmiede, jetzt Wohnhaus; zweigeschossiger Massivbau mit Kalkplattendach und Fachwerkgiebeln, 18./19. Jahrhundert                                    | D-1-76-114-124 Wikidata | Alte Schmiede              |
| Brunnfeld, am Feldweg (Standort)                                                         | Bildstock                              | Gemauert, 19. Jahrhundert, in jüngerer Zeit stark erneuert | D-1-76-114-126 Wikidata | Bildstock                  |
| Kratzmühlstraße 5 (Standort)                                                             | Bauernhaus                             | zweigeschossiger Massivbau mit Steildach, erste Hälfte 19. Jahrhundert, in jüngerer Zeit stark erneuert                                                        | D-1-76-114-122 Wikidata | Bauernhaus                 |
| Kratzmühlstraße 32, am Weg nach Pfraundorf (Standort)                                    | Wegkapelle                             | 18. Jahrhundert, in jüngerer Zeit stark erneuert; mit Ausstattung                                                                                              | D-1-76-114-125 Wikidata | weitere Bilder             |
| Kreisstraße 7 (Standort)                                                                 | Ehemaliges Kleinbauernhaus             | Erdgeschossiges Wohnstallhaus mit Kniestock und Kalkplattendach, zum Teil mit Fachwerk, im Kern um 1700, mit Standgaube aus jüngerer Zeit                      | D-1-76-114-161 Wikidata | Ehemaliges Kleinbauernhaus |
| Kreisstraße 11 (Standort)                                                                | Gasthaus zum Bären                     | ehemaliges Gasthaus, jetzt Wohnhaus; Zweigeschossiger, langgestreckter Massivbau mit Kalkplattendach und Halbrundbogenfenster im Giebel, Mitte 19. Jahrhundert | D-1-76-114-123 Wikidata | weitere Bilder             |
| Oberemmendorfer Weg (Standort)                                                           | Bildstock                              | Gemauert, 19. Jahrhundert, in jüngerer Zeit erneuert | D-1-76-114-127 Wikidata | Bildstock                  |
| Am Weg vom Vorderen zum Hinteren Mandlachfeld, im Waldgelände Mantlacher Holz (Standort) | Bildstock                              | Kalksteinpfeiler, 19. Jahrhundert, Bildnische leer | D-1-76-114-128 Wikidata | Bildstock                  |

### Kevenhüll
| Lage                      | Objekt                             | Beschreibung | Akten-Nr.               | Bild           |
| ------------------------- | ---------------------------------- | --- | ----------------------- | -------------- |
| Kevenhüll A 35 (Standort) | Katholische Pfarrkirche St. Ulrich | Chorturmanlage im Kern mittelalterlich, Saalkirche mit Steildach, Langhausneubau nach Plänen von Giovanni Domenico Barbieri 1739–52, Turm um 1308; mit Ausstattung Friedhofsbefestigung, Teile des mittelalterlichen Mauerrings erhalten | D-1-76-114-130 Wikidata | weitere Bilder |

### Kirchbuch
| Lage                                                            | Objekt                              | Beschreibung | Akten-Nr.               | Bild           |
| --------------------------------------------------------------- | ----------------------------------- | --- | ----------------------- | -------------- |
| Kirchbuch 1 (Standort)                                          | Katholische Pfarrkirche St. Blasius | Saalkirche mit Steildach, im Kern gotisch, 1924–26 neu erbaut, ehemaliger Chor, jetzt Nebenkapelle und Turm gotisch; mit Ausstattung; Friedhofsummauerung im Kern mittelalterlich, in jüngerer Zeit erneuert Schmiedeeisernes Grabkreuz auf steinernem Sockel auf dem ehemaligen Friedhof, Mitte 18. Jahrhundert | D-1-76-114-134 Wikidata | weitere Bilder |
| Kirchbuch 2 (Standort)                                          | Pfarrscheune                        | Gemauert und in Fachwerk, mit Kalkplattendach, wohl noch 18. Jahrhundert | D-1-76-114-135 Wikidata | BW             |
| Nähe Grampersdorfer Weg, an der Straße nach Aschbuch (Standort) | Bildstock                           | Gemauert; 19. Jahrhundert, erneuert in jüngerer Zeit | D-1-76-114-136 Wikidata | Bildstock      |

### Kottingwörth
| Lage                                                       | Objekt                                                                  | Beschreibung | Akten-Nr.               | Bild                          |
| ---------------------------------------------------------- | ----------------------------------------------------------------------- | --- | ----------------------- | ----------------------------- |
| Alte Salzstraße 13 (Standort)                              | Katholische Pfarrkirche St. Vitus                                       | Barocke Doppelturmanlage auf mittelalterlicher Grundlage einer Wehrkirche, Saalkirche mit Steildach nach Plänen von Giovanni Domenico Barbieri 1760–61 erbaut, westlicher Turm im Kern um 1250, östlicher Turm um 1310, beide Obergeschosse 16. Jahrhundert, Zwiebelhauben 1761, mit Vituskapelle; mit Ausstattung Friedhof, ehemals befestigt, mit Torturm mit Treppengiebel und Mauerring, spätmittelalterlich | D-1-76-114-137 Wikidata | weitere Bilder                |
| Alte Salzstraße 15 (Standort)                              | Pfarrhaus                                                               | Zweigeschossiger Giebelbau mit Flachsatteldach, durch Wappentafel bezeichnet mit dem Jahr „1622“, erneuert 1992–93 | D-1-76-114-138 Wikidata | weitere Bilder                |
| Alte Salzstraße 21 (Standort)                              | Wirtschaftsgebäude des ehemaligen Bauernhofs, sogenannter Trefferstadel | Erdgeschossiger massiver Bruchsteinbau mit Kalkplattendach, rundbogige Toreinfahrten und Lüftungsluken, Ende 18./Anfang 19. Jahrhundert, Kalkanstrich aus jüngerer Zeit | D-1-76-114-139 Wikidata | weitere Bilder                |
| Alte Salzstraße 32 (Standort)                              | Ehemaliges Wirtschaftsgebäude                                           | Zweieinhalbgeschossiger Massivbau aus Bruchsteinmauerwerk mit Kalkplattendach, wohl Ende 18. Jahrhundert über älterem Kern, Verputz aus jüngerer Zeit | D-1-76-114-166 Wikidata | Ehemaliges Wirtschaftsgebäude |
| Dietfurter Straße 16, im Garten von Haus Nr. 16 (Standort) | Martersäule                                                             | Viereckiger Pfeiler mit spitzbogig geschlossener Nische und Kreuz, bezeichnet mit dem Jahr 1494, mit reliefiertem Wappen (Fisch und Hufeisen) | D-1-76-114-141 Wikidata | Martersäule                   |
| In Kottingwörth (Standort)                                 | Steinkreuz                                                              | Wohl mittelalterlich; an der Altmühlbrücke | D-1-76-114-143 Wikidata | weitere Bilder                |
| In Kottingwörth, jenseits der Altmühl (Standort)           | Bildstock                                                               | Viereckiger Steinpfeiler mit spitzbogigem Nischenaufsatz, 16./17. Jahrhundert, mit Wappen (Fisch und Hufeisen) | D-1-76-114-142 Wikidata | weitere Bilder                |
| Kreisstraße EI 24 (Standort)                               | Steinpfeiler                                                            | 18. Jahrhundert; an der Abzweigung Kottingwörther Mühle | D-1-76-114-140 Wikidata | weitere Bilder                |

### Leising
| Lage                 | Objekt                               | Beschreibung | Akten-Nr.               | Bild           |
| -------------------- | ------------------------------------ | --- | ----------------------- | -------------- |
| Leising 3 (Standort) | Bauernhaus                           | Breitgelagerter, erdgeschossig Massivbau mit Kalkplattendach, erste Hälfte 19. Jahrhundert; nördlicher Teil in den Hang hineingebaut                                                       | D-1-76-114-145 Wikidata | weitere Bilder |
| Leising 9 (Standort) | Katholische Filialkirche St. Michael | Saalkirche mit Steildach und Chorturm, Ende 17. Jahrhundert; renoviert 1966–67 und 1989; Fassadenmalerei mit gestaffelten Pilastern und Triglyphenfries aus jüngerer Zeit; mit Ausstattung | D-1-76-114-144 Wikidata | weitere Bilder |

### Oberndorf
| Lage                    | Objekt                             | Beschreibung | Akten-Nr.               | Bild           |
| ----------------------- | ---------------------------------- | --- | ----------------------- | -------------- |
| Oberndorf 7 (Standort)  | Bauernhaus                         | Eineinhalbgeschossiger Massivbau mit hohem Kniestock und Putzbandgliederung, 19. Jahrhundert                                 | D-1-76-114-149 Wikidata | Bauernhaus     |
| Oberndorf 8 (Standort)  | Katholische Filialkirche St. Maria | Saalkirche mit Steildach und Dachreiter, neu erbaut 1834; mit Ausstattung                                                    | D-1-76-114-148 Wikidata | weitere Bilder |
| Oberndorf 10 (Standort) | Bauernhaus                         | Eineinhalbgeschossiger Massivbau mit hohem Kniestock und Kalkplattendach (erneuert), mit Putzbandgliederung, 19. Jahrhundert | D-1-76-114-150 Wikidata | weitere Bilder |

### Paulushofen
| Lage                     | Objekt                                      | Beschreibung | Akten-Nr.               | Bild           |
| ------------------------ | ------------------------------------------- | --- | ----------------------- | -------------- |
| Dorfstraße 9 (Standort)  | Ehemaliges Bauernhaus                       | Erdgeschossiger, giebelseitig erschlossener Wohnstallbau mit Kniestock und Kalkplattendach, im Kern zweite Hälfte 15. Jahrhundert (dendrochronologisch datiert 1467/68), um 1930 innerhalb der ursprünglichen Strukturen erneuert und durch Stall-Querbau erweitert Scheune, holzverschalter Ständerbau mit gemauertem Sockel, Mitteltenne und Kalkplattendach, Mitte 18. Jahrhundert (dendrochronologisch datiert 1743/44) | D-1-76-114-165 Wikidata | weitere Bilder |
| Dorfstraße 28 (Standort) | Katholische Pfarrkirche St. Pauli Bekehrung | Saalkirche mit Steildach, Westfassade mit geschweiftem Giebel, Langhaus unter Beibehaltung des gotischen Chorturms von Gabriel de Gabrieli 1722–23 erbaut, Turm- und Sakristeierneuerung 1904; mit Ausstattung Friedhofstor, mit Kugelaufsätzen, Anfang 20. Jahrhundert | D-1-76-114-151 Wikidata | weitere Bilder |
| Forststraße 1 (Standort) | Wegkapelle                                  | Satteldachbau, mit kleiner Vorhalle, 18. Jahrhundert, in jüngerer Zeit erneuert | D-1-76-114-152 Wikidata | weitere Bilder |

### Wiesenhofen
| Lage                      | Objekt                                     | Beschreibung | Akten-Nr.               | Bild                  |
| ------------------------- | ------------------------------------------ | --- | ----------------------- | --------------------- |
| Wiesenhofen 3 (Standort)  | Bauernhaus                                 | Erdgeschoss im Kern 1681 (dendrochronologisch datiert), Aufbau mit Kniestock und Giebel in Fachwerkkonstruktion mit Steildach, erneuert 1932 | D-1-76-114-155 Wikidata | Bauernhaus            |
| Wiesenhofen 18 (Standort) | Katholische Filialkirche Mariä Heimsuchung | Frühgotische Chorturmkirche, Saalbau mit Walmdach, erweitert und erhöht 1884; mit Ausstattung                                                | D-1-76-114-154 Wikidata | weitere Bilder        |
| Wiesenhofen 29 (Standort) | Kapelle St. Sebastian                      | Bezeichnet mit dem Jahr „1847“; mit Ausstattung                                                                                              | D-1-76-114-156 Wikidata | Kapelle St. Sebastian |

### Wolfsbuch
| Lage                       | Objekt                              | Beschreibung | Akten-Nr.               | Bild           |
| -------------------------- | ----------------------------------- | --- | ----------------------- | -------------- |
| Fuchsengasse 6a (Standort) | Ehemaliges Gasthaus und Bauernhaus  | Zweigeschossiger Massivbau mit hohem Kniestock und Kalkplattendach, erste Hälfte 19. Jahrhundert | D-1-76-114-158 Wikidata | weitere Bilder |
| Kirchgasse 11 (Standort)   | Katholische Pfarrkirche St. Andreas | Saalkirche mit Walmdach, im Kern 15. Jahrhundert, Ausbau 1884/86, Turm romanisch; mit Ausstattung; Friedhofskapelle, zweite Hälfte 19. Jahrhundert (?), Friedhofsummauerung, im Kern wohl mittelalterlich, in jüngerer Zeit erneuert | D-1-76-114-157 Wikidata | weitere Bilder |

### Weitere Ortsteile
| Lage                                                        | Objekt                                | Beschreibung | Akten-Nr.               | Bild                                |
| ----------------------------------------------------------- | ------------------------------------- | --- | ----------------------- | ----------------------------------- |
| Eglofsdorf 1 (Standort)                                     | Katholische Filialkirche St. Martin   | Saalkirche mit Steildach, Neubau 17. Jahrhundert unter Einbeziehung des romanischen Chorturms; mit Ausstattung                             | D-1-76-114-103 Wikidata | Katholische Filialkirche St. Martin |
| Kaldorf Grundfeld, an der Straße nach Hirschberg (Standort) | Kalksteinpfeiler                      | 18./19. Jahrhundert, „naive“ Bemalung aus jüngerer Zeit                                                                                    | D-1-76-114-129 Wikidata | Kalksteinpfeiler                    |
| Litterzhofen 23 (Standort)                                  | Katholische Filialkirche St. Wolfgang | Gotische Anlage, 15. Jahrhundert, Saalkirche mit Steildach, Umbau 1706, erweitert 1922; mit Ausstattung                                    | D-1-76-114-146 Wikidata | weitere Bilder                      |
| Neuzell (Standort)                                          | Kapelle St. Marien                    | Kleiner Saalbau mit Steildach und Dachreiter, 1794, in jüngerer Zeit erneuert; mit Ausstattung                                             | D-1-76-114-147 Wikidata | Kapelle St. Marien                  |
| Pfenninghof 1 (Standort)                                    | Kapelle Heilige Dreifaltigkeit        | Kleiner Steildachbau, Fassadengliederung mit Pilastern und Dreiecksgiebel, bezeichnet mit dem Jahr „1704“, renoviert 1999; mit Ausstattung | D-1-76-114-153 Wikidata | Kapelle Heilige Dreifaltigkeit      |

## Ehemalige Baudenkmäler
In diesem Abschnitt sind Objekte aufgeführt, die früher einmal in der Denkmalliste eingetragen waren, jetzt aber nicht mehr. Objekte, die in anderem Zusammenhang also z. B. als Teil eines Baudenkmals weiter eingetragen sind, sollen hier nicht aufgeführt werden. Aktennummern in diesem Abschnitt sind ehemalige, jetzt nicht mehr gültige Aktennummern.

| Lage                                                     | Objekt     | Beschreibung                                                                          | Akten-Nr.               | Bild |
| -------------------------------------------------------- | ---------- | ------------------------------------------------------------------------------------- | ----------------------- | ---- |
| Beilngries Ingolstädter Straße 1 b, bei Nr. 2 (Standort) | Kapelle    | Modern; mit historischer Ausstattung; nicht auffindbar (11. April 2020); abgebrochen? | D-1-76-114-60 Wikidata  | BW   |
| Beilngries Mittelmühlweg 5 (Standort)                    | Türgerüst  | Kalkstein, und Haustüre, Ende 18. Jahrhundert                                         | D-1-76-114-68 Wikidata  | BW   |
| Beilngries Nähe Zinngießergasse ()                       | Wohnhaus   | Giebelbau mit unregelmäßigen Pultdachanbauten, zweite Hälfte 18. Jahrhundert          | D-1-76-114-93 Wikidata  |      |
| Kevenhüll Kevenhüll A 29 (Standort)                      | Bauernhaus | Erdgeschossig, mit hohem Kniestock und Kalkplattendach, erste Hälfte 19. Jahrhundert  | D-1-76-114-132 Wikidata | BW   |

## Abgegangene Baudenkmäler
In diesem Abschnitt sind Objekte aufgeführt, die früher einmal in der Denkmalliste eingetragen waren, jetzt aber nicht mehr existieren, z. B. weil sie abgebrochen wurden. Aktennummern in diesem Abschnitt sind ehemalige, jetzt nicht mehr gültige Aktennummern.

| Lage                                    | Objekt     | Beschreibung | Akten-Nr.              | Bild |
| --------------------------------------- | ---------- | --- | ---------------------- | ---- |
| Amtmannsdorf Amtmannsdorf 19 (Standort) | Bauernhaus | Erdgeschossiger Traufseitbau mit Kniestock und Kalkplattendach, erste Hälfte 19. Jahrhundert; offensichtlich abgebrochen und durch modernes Wohnhaus ersetzt (Besichtigung am 13. April 2020) | D-1-76-114-95 Wikidata | BW   |